# Heide Park Resort
Koordinaten: 53° 1′ 28″ N, 9° 52′ 44″ O

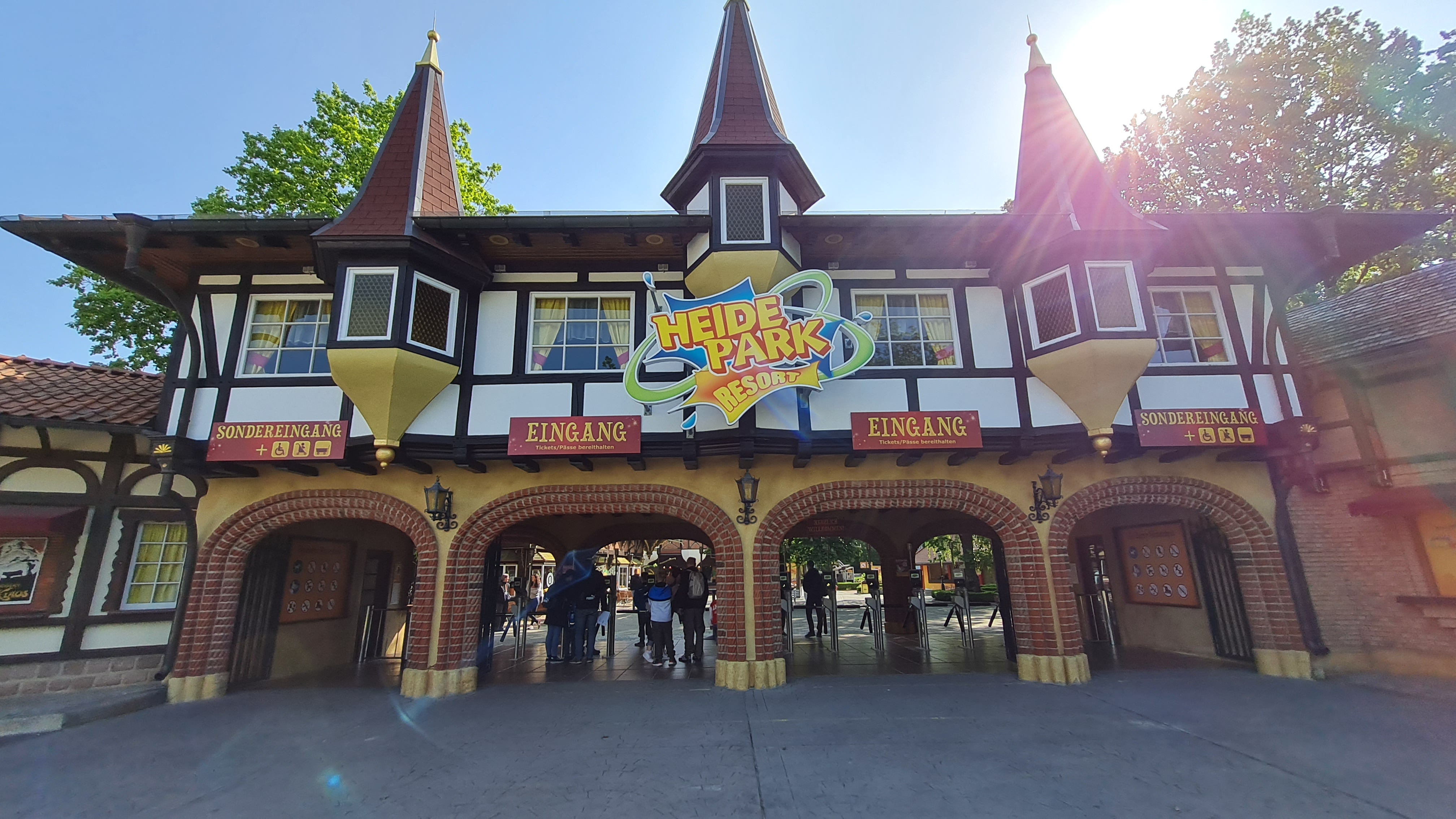
Eingangsportal

Das Heide Park Resort in Soltau (Niedersachsen) ist mit 850.000 m² der zweitgrößte deutsche Freizeit- und Themenpark.
Der Park ist Teil der britischen Merlin Entertainments Group, zu der diverse Freizeiteinrichtungen wie Alton Towers, Gardaland, Legoland, Sea Life oder auch die Wachsfigurenkabinette Madame Tussauds gehören. Geschäftsführer des Heide Parks sind Peter Dunn und Matthew Paul Jowett.

## Geschichte

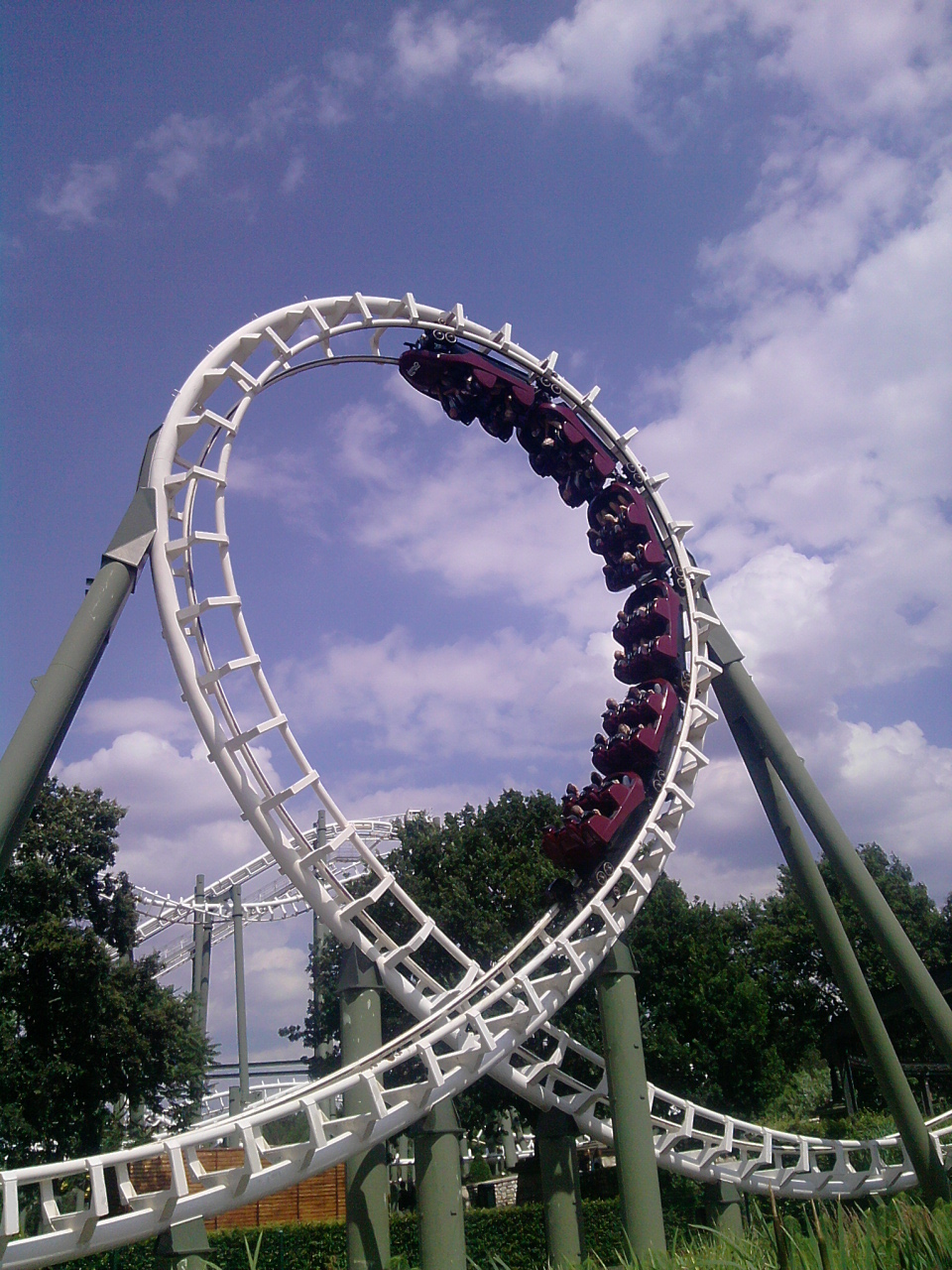
Die Achterbahn Big Loop ging 1983 in Betrieb, hier mit seinem neuen, jedoch gebrauchten Zug

Otto Tiemann plante ursprünglich, den Europa-Park zusammen mit Franz Mack zu betreiben. Kurze Zeit später verstarb Otto Tiemann unerwartet. Sein Sohn Hans-Jürgen Tiemann schaute sich die Geschäftspraktiken des Europa-Parks ab und eröffnete drei Jahre später seinen Freizeitpark mit überwiegend den gleichen Attraktionen wie Franz Mack.
Das Gelände gehörte ursprünglich dem Wildpark Heidenhof.
1978 kaufte die Schaustellerfamilie um Hans-Jürgen Tiemann das Gelände. Der Kauf war mit der vertraglichen Bedingung verbunden, die Heidenhofkapelle (Baujahr 1350) und die Haltung einheimischer Tiere weiterzuführen.
Bei seiner Eröffnung am 19. August 1978 konnte der Heide Park seinen ersten 2.000 Gästen die sechs Fahrgeschäfte Monza Rennstrecke (ab 1997 Monza-Piste), Westerneisenbahn (ab 1997 Heide-Park Express), Oldtimerrundkurs, Floßfahrt, Wichtelhausenbahn und die Hochbahn (heute Panoramabahn) bieten und in der ersten Saison rund 600.000 Gäste anziehen.
1978 fand die erste Alligatorenshow statt.
1979 fand die erste Delfinshow statt, für die ein Jahr später ein großes Kuppeldach gebaut wurde. Nach der Saison 2008 wurde das Delfinarium geschlossen.
Das Heide-Dorf, ein detailgetreuer Nachbau typischer Gebäude aus der Lüneburger Heide, wurde 1988 eingeweiht (2009 geschlossen). 1996/97 folgte ein holländischer Stadtteil mit Windmühle und Grachten am anderen Ende des Parks (Schließung 2008 für die Parkbesucher; 2014 erfolgte der Abriss einiger Fassaden, um Platz für das Spaßbad zu schaffen).
Mit dem Wachstum des Parks wurde auch der Einzugsbereich größer, so dass in den 1990er Jahren bis zu zwei Millionen Gäste gezählt wurden.
Im April 2001 wurde mit Colossos – Kampf der Giganten von Intamin die zu dem Zeitpunkt höchste, steilste und schnellste Holzachterbahn der Welt eröffnet.
Im selben Jahr, am 31. Dezember, erfolgte die Übernahme durch die britische Tussauds Group. Hans-Jürgen Tiemann hatte durch Anteile und einen Posten als beratender Direktor bei der Tussauds Group zunächst noch indirekten Einfluss auf den Park.
Anfang 2007 kaufte die Merlin Entertainments Group die Mehrheit der Anteile an der Tussauds Group von Dubai International Capital, welche diese 2005 übernommen hatte.
Zwei Jahre später schlossen das Heide-Dorf und ein weniger frequentierter Bereich des Parks. Zudem war der holländische Stadtteil fortan nur für Hotelgäste zugänglich.
Im Jahr 2008 wurde der Themenbereich „Wild Wild West“ mit den Attraktionen Dampfkarussell, „Indy-Blitz“ und Western-Riesenrad eröffnet.

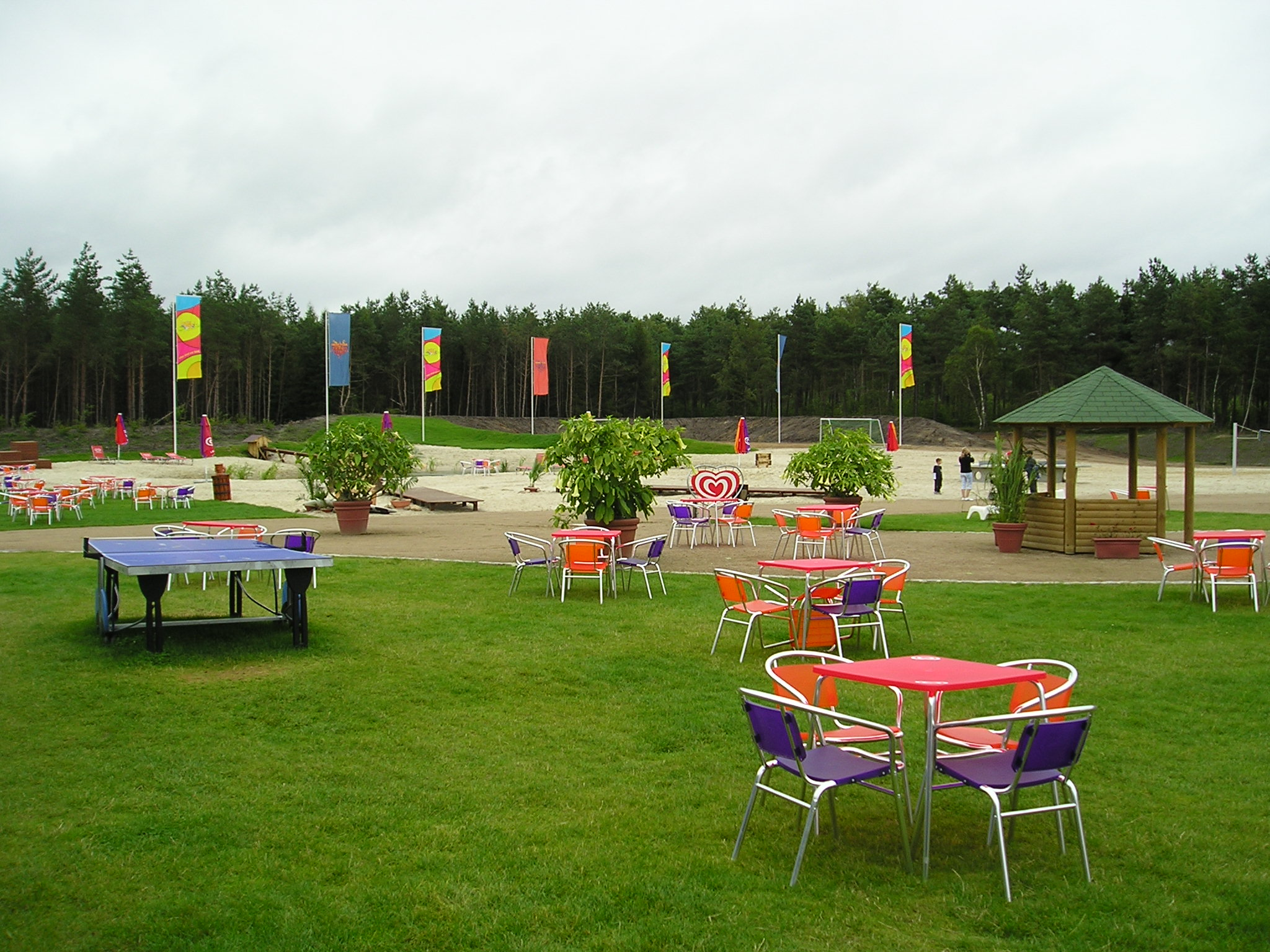
Der Beach Club im Holiday Camp

2010 verschwand der amerikanische Themenbereich. Im selben Jahr wurde mit dem Bau des Themenbereichs „Bucht der Totenkopfpiraten“ begonnen, der 2012 fertiggestellt wurde. 2011 wurde der Freizeitpark in vier Themenbereiche eingeteilt. Neu waren dabei das „Land der Vergessenen“, „Transsilvanien“ und „Wild Wild West“. Die Einteilung wurde vorgenommen, um den Park in einen Themenpark umzuwandeln.
2014 wurde mit Flug der Dämonen der erste Wing Coaster von B&M eröffnet.
Mitte des gleichen Jahres wurden die Fassaden vor dem Hotel des seit 2009 geschlossenen holländischen Stadtteils abgebrochen.
Im Jahre 2016 wurde der neue Themenbereich „Drachenzähmen – Die Insel“ eröffnet. Am 28. Juni 2016 wurde die Holzachterbahn „Colossos“ auf unbestimmte Zeit geschlossen, da, wie der Park später mitteilte, der Zustand der Schienen schlechter als angenommen sei.
2017 eröffnete eine weitere Attraktion mit Filmlizenz, der interaktive Darkride „Ghostbusters 5D: Die ultimative Geisterjagd“. Bei der Attraktion handelt es sich um die erste komplett überdachte Themenfahrt des Parks. In der Attraktion des Herstellers Triotech durchfahren Gruppen von bis zu acht Personen mehrere Szenen, bei denen sie Geister auf Bildschirmen abschießen müssen. Untergebracht ist Ghostbusters in der ehemaligen Hallo Spencer Halle.

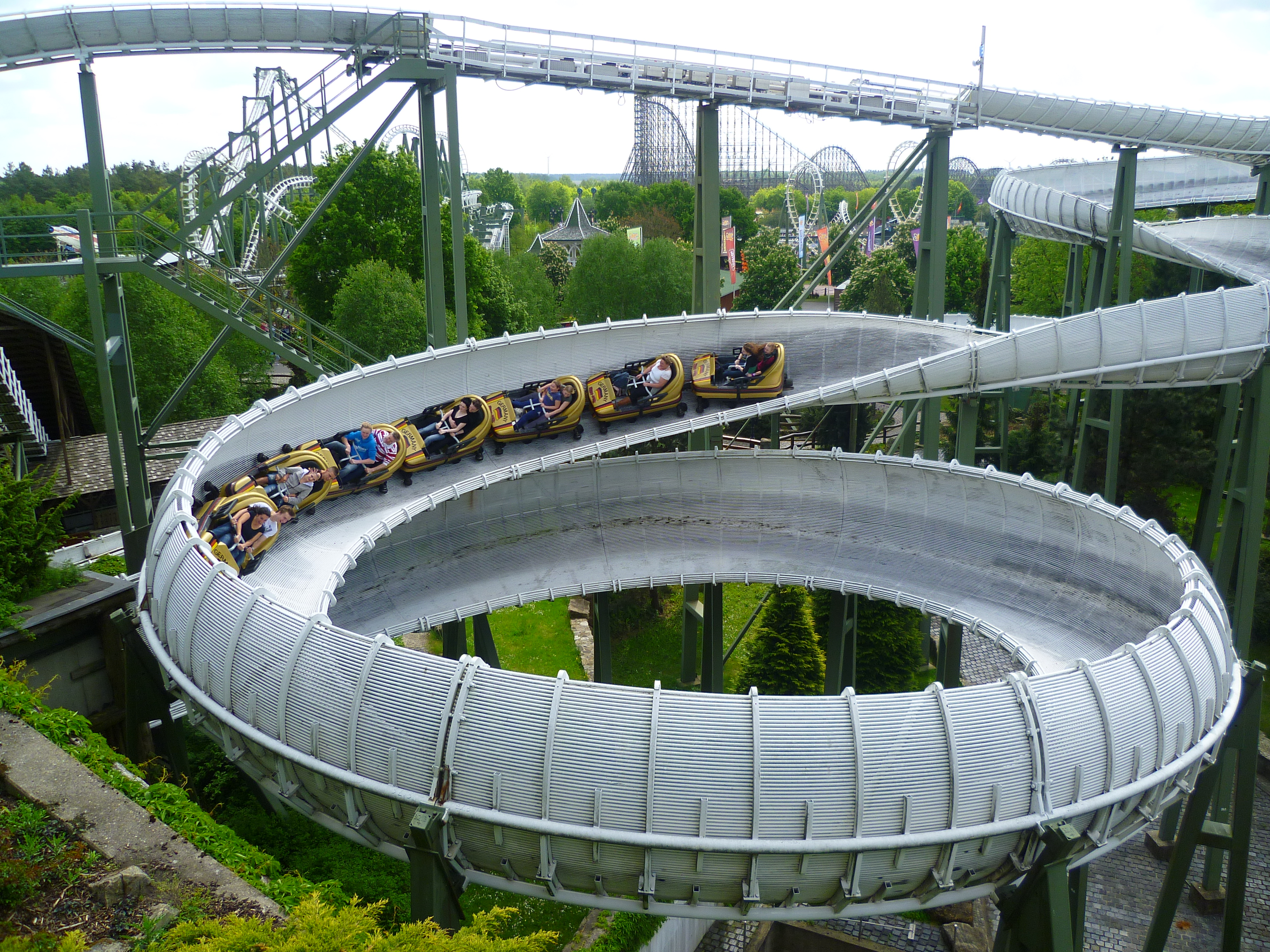
Die Bobbahn mit einem Zug vor der Umlackierung für das Transsilvanien Thema

Im Jahre 2018 folgte mit dem „Peppa Pig Land“ der nächste kleine Themenbereich unter anderem mit den Attraktionen Schorschs Dino-Abenteuer, Opa Pigs Zugfahrt (ehemals Wichtelhausenbahn) und Peppas Bootsfahrt.
Außerdem wurde der bisherige Themenbereich „Wild Wild West“ durch den neuen Bereich „Exploria“ ersetzt. Diese Namensänderung hatte den Grund, dass das theoretisch grundlegende Thema, der Wilde Westen, praktisch ausschließlich im „Lucky Land“ sichtbar war. Das „Lucky Land“ existiert zwar auch weiterhin, wird aber seit einigen Jahren in den Parkplänen nicht mehr hervorgehoben erwähnt, die dort befindlichen Attraktionen stehen mit den anderen gleich.
2019 wurden dann die Themenbereiche „Wild Wild West“ (zu dem auch das „Lucky Land“ gehört), „Drachenzähmen – Die Insel“ und das „Peppa Pig Land“ endgültig zum Themenbereich „Exploria“ zusammengelegt.

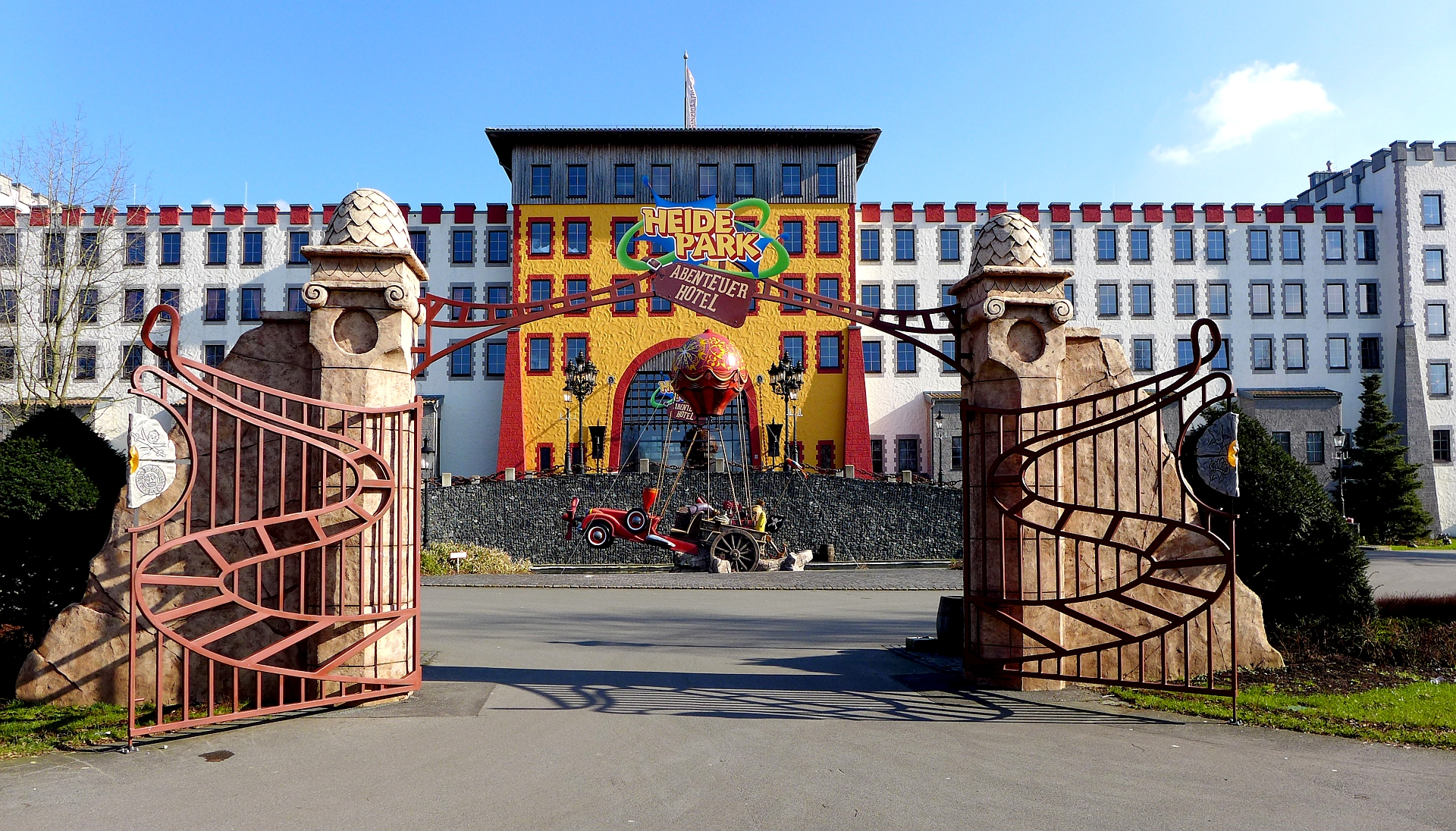
Heide Park Abenteuerhotel

Begründet wurde die Zusammenlegung der einzelnen Themenbereiche zum Themenbereich „Exploria“ damit, dass die einzelnen Themenbereiche für sich alleine gestellt zu klein gewesen seien.
Am 19. April 2019 wurde die Holzachterbahn Colossos nach aufwendigen Renovierungs- und Thematisierungsarbeiten mit dem Namenszusatz Kampf der Giganten wiedereröffnet.

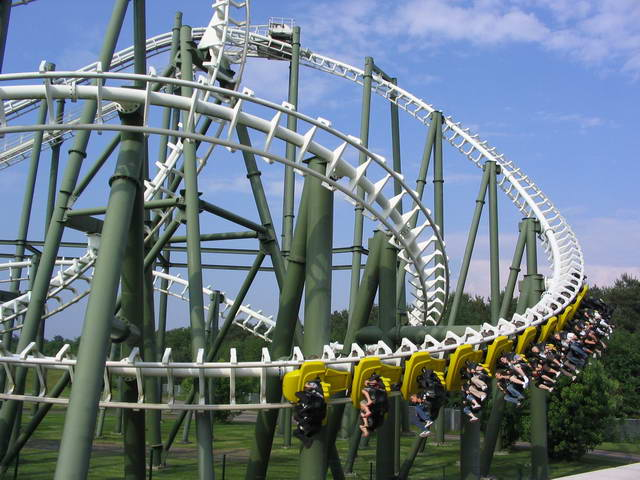
Toxic Garden (Ansicht bis 2022 – bis zur Saison 2023 Limit)

Für die Saison 2020 wurde das Peppa Pig Land mit einem Ballonflug von Technical Park erweitert.
Für die Saison 2023 wird nun auch wieder Mission Meeresgrund angeboten und richtet sich speziell an Kinder und ersetzte seit 2019 Krake lebt! Kids, das ausschließlich 2015 ganzjährig angeboten wurde und von 2016 bis 2018 als Halloween-Horrormaze verwendet wurde. Von 2020 bis 2022 wurde es nicht angeboten. Seit dem 18. Mai 2023 wird es dauerhaft in das Attraktionsangebot des Heide Parks aufgenommen.

## Attraktionen

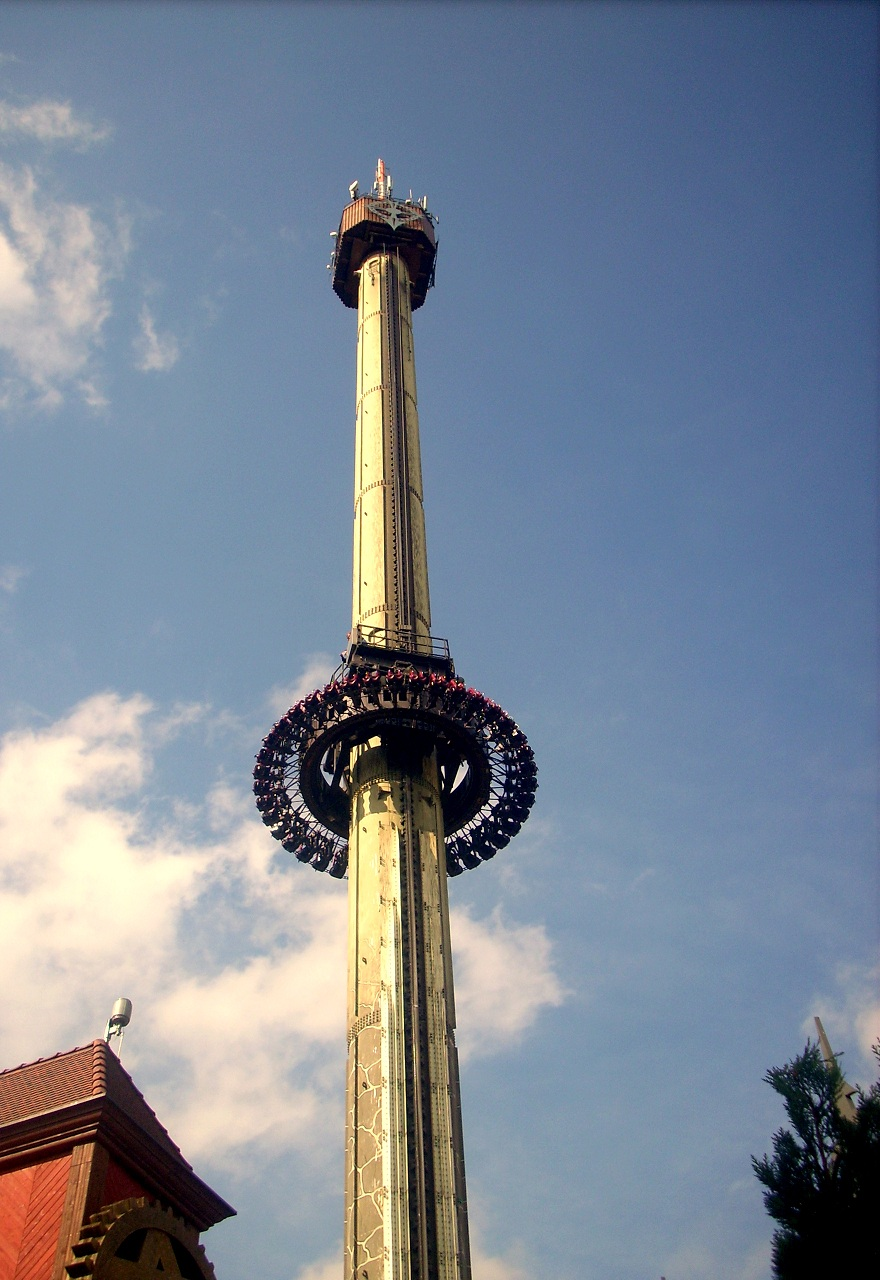
Scream, der insgesamt 103 Meter hohe Gyro-Drop-Tower, mit einer Fallhöhe von 71 m

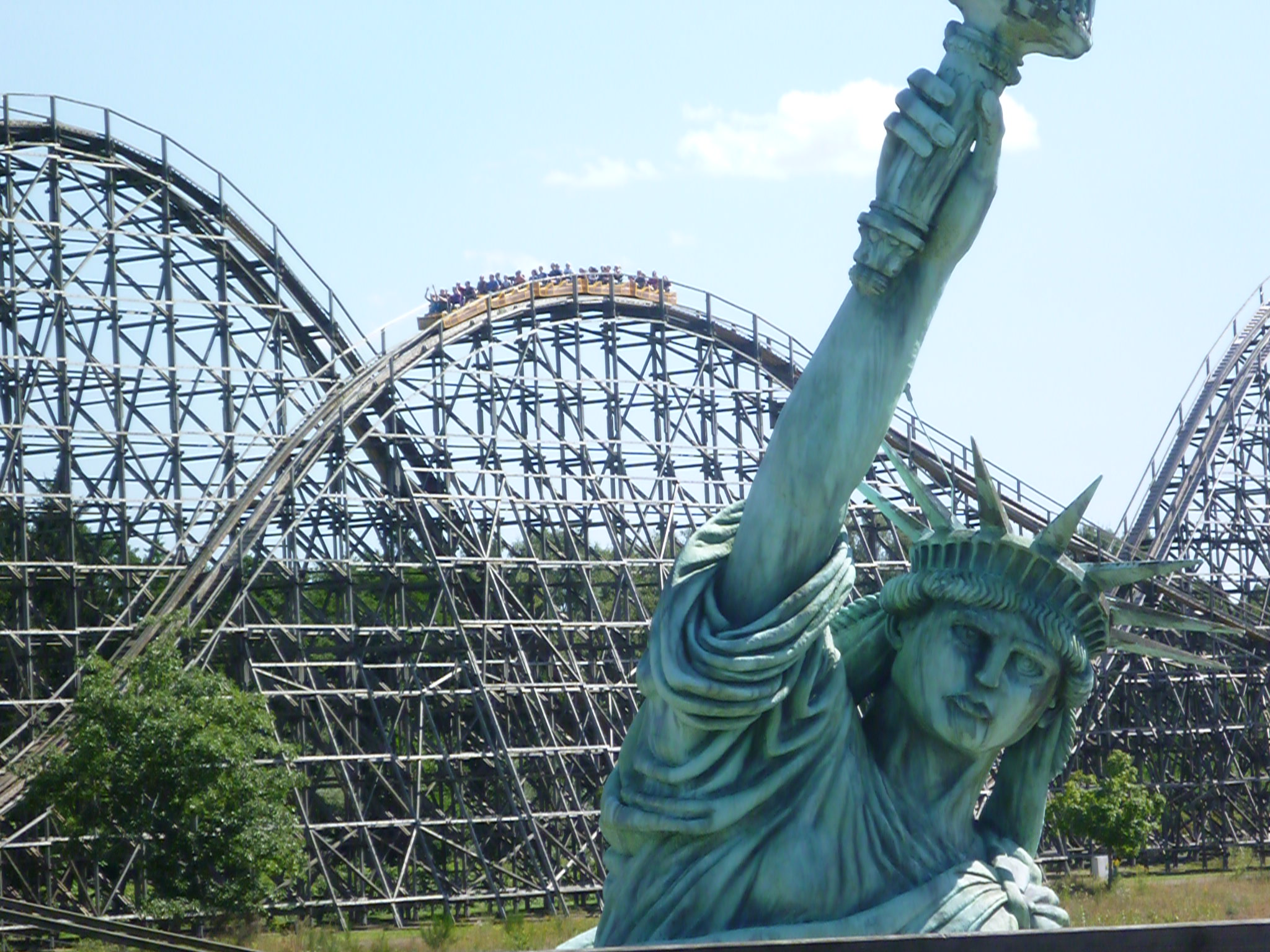
Achterbahn Colossos, Ansicht bis 2015 (2016 zunächst neu thematisiert und dann geschlossen, 2019 wiedereröffnet unter dem Namen Colossos – Kampf der Giganten)

Das Heide Park Resort besitzt insgesamt 43 Fahrgeschäfte, deren Benutzung im Eintrittspreis enthalten ist. Ferner werden je eine Gokartbahn für Kinder und eine für Jugendliche und Erwachsene kostenpflichtig angeboten. Außerdem gibt es die Möglichkeit, Miniaturautos in Form von Monstertrucks nach Münzeinwurf fernzusteuern. Ein Spielplatz ist ebenfalls vorhanden. Ein zweiter Spielplatz wurde zwar abgebaut, aber für diesen wurde zwei Tage nach Saisonstart 2016 zwischen dem Panoramaturm und der Wichtelhausenbahn in einem Teil des ehemaligen Heidegartens ein Piratenspielplatz errichtet. Der Park spricht mit diesen Attraktionen insbesondere Familien an. Von der Saison 2012 bis zur Saison 2014 wurde mit „Krake lebt!“ auch ein Gruselkabinett mit Live-Erschreckern angeboten. In der Saison 2015 hieß es „Krake lebt! Kids“ und war auf die Benutzung durch Kinder ausgelegt. Seit der Saison 2016 wird keine der beiden Attraktionen mehr angeboten und das Gebäude wird nur noch für Horror Mazes während der alljährlich im Oktober stattfindenden Halloween Nights verwendet.

### Colossos – Kampf der Giganten
Eine der Hauptattraktionen des Parks ist Colossos – Kampf der Giganten, eine Holzachterbahn, welche 2001 eröffnet wurde und bis zur Eröffnung von ''Balder'' (am 4. Dezember 2003 im schwedischen Liseberg) die steilste Holzachterbahn der Welt war. Heute ist Colossos die fünfthöchste Holzachterbahn der Welt. Den Titel Höchste reine Holzachterbahn der Welt verlor die Bahn vor einigen Jahren, nachdem bei der Achterbahn Son of Beast (Kings Island, USA) der stählerne Looping entfernt wurde. Die Bahn wurde jedoch 2012 demontiert; damit ist Colossos faktisch wieder die höchste reine Holzachterbahn. Mit einer Höhe von 60 Metern ist Colossos die höchste Holzachterbahn Europas. Am 28. Juli 2016 wurde die Bahn auf unbestimmte Zeit wegen Erneuerungsbedürftigkeit der Schienen geschlossen. Am 11. Januar 2018 gab das Management in einer Presseinformation bekannt, Colossos zur Saison 2019 wiedereröffnen zu wollen. Am 19. April 2019 erfolgte die Wiedereröffnung unter dem Namen Colossos – Kampf der Giganten.
Bis zum Winter 2011/2012 besaß der Park einen Nachbau der Freiheitsstatue, welcher mit etwa 35 Metern ungefähr ein Drittel der Originalgröße erreichte. Eingeweiht wurde die Statue am 4. Juli 1986 zum 100-jährigen Jubiläum des Originals und genau 210 Jahre nach der amerikanischen Unabhängigkeitserklärung. Zur Einweihung gratulierte der damalige US-Präsident Ronald Reagan per Telegramm. Im Winter 2011/2012 wurde die Freiheitsstatue demontiert. Ihre obere Hälfte wurde für einige Jahre als Dekoration bei der Holzachterbahn Colossos verwendet.

### Scream
Eine weitere Attraktion ist der Gyro-Drop Tower Scream, der 2003 durch den Umbau eines der beiden Aussichtstürme entstand. Er hat eine Gesamthöhe von 103 Metern, eine effektive Fallhöhe von 71 Metern und eine Höchstgeschwindigkeit von 103 km/h. Auf der 28 Meter langen Bremsstrecke wird die Gondel durch Wirbelstrombremsen zum Anhalten gebracht. Bis zur Saison 2019 bewarb der Heide Park Scream mit dem Titel des höchsten Gyro-Drop-Towers der Welt.

### Desert Race
Am 15. Mai 2007 wurde der Launch Coaster Desert Race eröffnet, eine sogenannte Katapult-Achterbahn, in der die Waggons von 0 auf 100 km/h in 2,4 Sekunden beschleunigen. Die Achterbahn befindet sich im Themenbereich Land der Vergessenen, umgeben von wüstenähnlichen Dekorationen.

### Krake
Für April 2011 wurde eine neue Achterbahn des Herstellers Bolliger & Mabillard (kurz B&M) auf dem ehemaligen Gelände des Delphinariums und am Großen See des Heide Park Resorts angekündigt. Die Krake genannte Bahn kostete 12 Millionen Euro und ist Deutschlands erster und einziger Dive Coaster. Am 30. Oktober 2010 wurde der Mississippi-Dampfer „Peter Pan“ als Teil einer Feuerwerksvorführung zur Ankündigung der neuen Attraktion Krake in Brand gesetzt und versenkt.

### Flug der Dämonen
Am 1. September 2011 wurde die Wildwasserbahn II geschlossen. Zuletzt diente sie am 22. und 29. Oktober bei den Halloween Nights 2011 als Kulisse für die Live-Erschrecker und konnte an diesen Tagen noch einmalig befahren werden. An der Stelle der Wildwasserbahn II wurde am 29. März 2014 mit Flug der Dämonen im Themenbereich „Transsilvanien“ der erste Wing Coaster Deutschlands eröffnet.

### Toxic Garden
2023 wurde Limit in „Toxic Garden“ umbenannt und erhielt eine thematische Umgestaltung passend zum Themenbereich Transsilvanien. Die Fahrt führt durch einen zerstörten botanischen Garten mit gefährlichen Killerpflanzen.

Neueste Achterbahn: Flug der Dämonen

### Achterbahnen
| Name                          | Sicherheits- beschränkung | Typ                       | Max. Höhe | Länge  | Max. Tempo | Hersteller | Eröffnung | Fahrzeit  | Anmerkung |
| ----------------------------- | ------------------------- | ------------------------- | --------- | ------ | ---------- | ---------- | --------- | --------- | --- |
| Big Loop                      | ab 6 120–195 cm           | Looping Achterbahn        | 30 m      | 0706 m | 070 km/h   | Vekoma     | 1983      | 90 s      | seit 2005 mit Fotostation von Limit (die Technik); 2010 Originalzüge (zunächst komplett eingelagert, dann teilweise verkauft – ein kompletter Zug wurde vom Heide-Park im März 2010 auf eBay versteigert) ersetzt durch die von „Corkscrew“ aus Alton Towers, Großbritannien |
| Grottenblitz                  | ab 4                      | Powered Coaster           | 6 m       | 0370 m | 045 km/h   | Mack Rides | 1985      | 150 s     | ehemals „Mountain-Train“ und „Mountain-Blitz“; das Fahrprogramm wurde geändert – früher die erste Runde durch die Grotte langsam und die zweite Runde schnell – inzwischen sind beide Runden durch die Grotte schnell; die Animation in der Grotte wurde stillgelegt – die Drachengrotte (vormals Kanalfahrt) wurde mit Planen verdeckt, da diese jetzt zu einer anderen Thematisierung gehört; 2017 neue Sicherheitstechnik im Bahnhofs- und im Wartebereich und in den Sitzen einen Rutschschutz; 2018 neue Gleise |
| Bobbahn                       | ab 6 120 cm               | Bobachterbahn             | 27 m      | 0826 m | 053 km/h   | Mack Rides | 1993      | 210 s     | längste ihrer Art weltweit, ehemals „Schweizer Bobbahn“ |
| Toxic Garden                  | ab 10 130–195 cm          | Suspended Looping Coaster | 33,3 m    | 0689 m | 080 km/h   | Vekoma     | 1999      | ca. 120 s | Erster Suspended Looping Coaster Deutschlands; 2000–2004 mit Fotostation; 2018 meist nicht in Betrieb; bis zur Saison 2023 Limit |
| Colossos – Kampf der Giganten | ab 12 140–195 cm          | Holzachterbahn            | 53 m      | 1344 m | 110 km/h   | Intamin    | 2001/2019 | 150 s     | ehemals nur Colossos ohne Namenszusatz; seit 2019 mit Namenszusatz; bis 2003 steilster Drop der Welt (bei Holzachterbahnen), seit 2003 schnellste und höchste Europas (bei Holzachterbahnen); in der Kreiszeitung wurde von einer Höchstgeschwindigkeit von 120 Kilometern pro Stunde gesprochen, die dann aber im Winter 2012/2013 auf 110 Kilometer pro Stunde reduziert wurde; vom 28. Juli 2016 bis 19. April 2019 wegen Reparaturarbeiten (Austausch der Gleise) geschlossen gewesen                            |
| Desert Race                   | ab 12 140–195 cm          | Launch Coaster            | 19 m      | 0650 m | 102 km/h   | Intamin    | 2007      | 32 s      | Erster Launch Coaster Deutschlands |
| Indy Blitz                    | ab 4 100 cm               | Stahlachterbahn           | 4,5 m     | 0128 m | 030 km/h   | Zierer     | 2008      | ca. 60 s  | Modell Force in abweichender Bauausführung, erst nach Eröffnung benannt |
| Krake                         | ab 12 140–195 cm          | Dive Coaster              | 43 m      | 0476 m | 103 km/h   | B&M        | 2011      | 25 s      | Erster Dive Coaster Deutschlands |
| Flug der Dämonen              | ab 10 140–195 cm          | Wing Coaster              | 40 m      | 0772 m | 100 km/h   | B&M        | 2014      | 180 s     | Erster Wing Coaster Deutschlands |

### Wasserattraktionen
| Name               | Sicherheits- beschränkung | Typ            | Max. Höhe | Streckenlänge | Hersteller        | Eröffnung        | Fahrzeit   | Anmerkung |
| ------------------ | ------------------------- | -------------- | --------- | ------------- | ----------------- | ---------------- | ---------- | --- |
| Drachengrotte      | ohne Beschränkung         | Kanalfahrt     | –         |               | Zierer Mack Rides | 2016 (1991/1994) | 5,3 Min.   | bis 2015 Kanalfahrt; diese ist jedoch seit dem 31. August 2015 geschlossen; die Anlage blieb jedoch komplett erhalten; die fünf Boote wurden in den Werkstätten des Heide-Parks für die neue Thematisierung durch die Firma Zierer umgebaut; zusätzlich wurden vier Boote von der Firma Zierer komplett neu gebaut, so dass die Anzahl der Boote von fünf Stück auf neun Stück aufgestockt, bzw. erhöht wurde; Attraktion im neuen Themenbereich „Drachenzähmen – Die Insel“; öffnete im Mai 2016; 2020 wegen Corona meist geschlossen                              |
| Floßfahrt          | ohne Beschränkung         | Floßfahrt      | –         |               | Mack Rides        | 1978             | 10 Min.    | |
| Käpt'ns Törn       | ohne Beschränkung         | Rundboote      | –         |               | Mack Rides        | 1997             | 4 Min.     | ehemals Grachtenfahrt |
| Mountain Rafting   | ab 4                      | Rapid River    | –         | 600 m         | Intamin           | 1992             | 6 Min.     | |
| Peppa's Bootsfahrt | ab 3                      | Rundkurs       | –         |               | Metallbau Emmeln  | 2018             |            | seit der Saison 2018 Attraktion im neuen Themenbereich „Peppa Pig Land“; im Wasser ein Rundkurs im Kreis herum |
| ToPiLauLa Schlacht | ab 8                      | Splash Battle  | –         | ca. 150 m     | Mack Rides        | 2010             | ca. 5 Min. | steht in einem Teil des ehemaligen Heide Gartens |
| Wildwasserbahn     | ab 6                      | Wildwasserbahn | 12 m      | 600 m         | Mack Rides        | 1980             | 4 Min.     | ursprünglich mit zwei Ein- und Ausstiegsreihen in der Station 2007/2008 generalüberholt Ehemals Wildwasserbahn I in den letzten Jahren nach und nach Anbringung von Notstegen 2014 meist nicht in Betrieb in der Winterpause 2018/2019 wurde begonnen die Wildwasserbahn zu thematisieren; die Arbeiten sollen 2020 fertiggestellt werden; zu Saisonstart 2019 waren nur erfolgte Erdarbeiten zu sehen, wobei der dortige Tunnel des Heide-Park Expresses abgerissen wurde und der Heide-Park Express im Bereich der Wildwasserbahn einen neuen Steg bekommen hatte |

### Weitere Attraktionen
| Name                                         | Sicherheitsbeschränkung                        | Typ                          | Max. Höhe                  | Hersteller                                                                    | Eröffnung   | Fahrzeit    | Anmerkung |
| -------------------------------------------- | ---------------------------------------------- | ---------------------------- | -------------------------- | ----------------------------------------------------------------------------- | ----------- | ----------- | --- |
| Bounty                                       | ab 4                                           | Schiffsschaukel              | 15 m                       | Intamin                                                                       | 1987        | 3,5 Min.    | Davor im Eulenspiegel-Park 2010 generalüberholt |
| Break Dance                                  | ab 6 / 120cm                                   | Break Dance                  | –                          | Huss Rides                                                                    | 1990        | 90 s        | 2009 generalüberholt |
| Dampfkarussell                               | bis 8 Jahre                                    | Karussell                    | -                          | Peter Petz                                                                    | 1986/2014   | 90 Sekunden | 2008 umgesetzt; stand ab dem 30. August 2012 zur Eröffnung des Designer Outlet Soltau dort (mindestens eine Woche, bis maximal drei Wochen) und war in der Saison 2013 daher im Park nicht in Betrieb; am 30. April 2013 kehrte es dann wieder in den Park zurück (war eingelagert) und ist seit der Saison 2014 wieder im Park in Betrieb; 2016 wurde es erneut umgesetzt und zwar in das „Lucky Land“ (bis zur Saison 2017 im Themenbereich Wild Wild West), dass seit der Saison 2018 zum neu gegründeten Themenbereich Exploria gehört. |
| Dämonengruft                                 | ab 8 Jahren in Begleitung                      | Darkride                     | -                          | Preston & Barbieri                                                            | 2024        | 5 min       | Dämonengruft wurde 2024 nach knapp 15 Monaten Bauzeit in dem ehemaligen Stationsgebäude der Wildwasserbahn 2 eröffnet; ein Waggon besteht aus zwei Sitzreihen mit je zwei Plätzen. |
| Family Fun                                   |                                                | Spielhalle                   | –                          | –                                                                             | ?/2004      | –           | Ehemals Spielewelt; seit 2004 im ehemaligen Autosalon |
| Geschicklichkeitsspiele                      |                                                | Wasserspritzspiel            |                            |                                                                               | 2004        |             | |
| Ghostbusters 5D – Die ultimative Geisterjagd | ab 6                                           | Darkride                     | -                          | Triotech                                                                      | 2017        |             | seit 2017 in der ehemaligen Hallo Spencer Halle; 2020 wegen der Corona-Pandemie geschlossen |
| Gokartbahn                                   |                                                | Kartbahn                     | –                          | Strecke: Heide-Park Betreiber (Fremdanbieter): unbekannt Fahrzeuge: unbekannt | 2004        |             | Kostenpflichtiges Fahrgeschäft. Kostet für Erwachsene 6,00 Euro und für Kinder 3,00 Euro. Preise seit 2017 stabil. Anzahl Fahrzeuge: 12 (große Strecke, 1- und 2-Sitzer) 10 (kleine Strecke) Art der Karts: Elektroantrieb |
| Grobians Wolkenspringer                      | ab 3 (unter 6 in Begleitung eines Erwachsenen) | Roter Baron                  | –                          | Zierer Mack Rides                                                             | 2016 (1985) | –           | 2008 umgesetzt; bis 2015 Roter Baron; 2016 von Zierer in den Werkstätten des Heide-Parks umgebaut und umgesetzt; Attraktion im neuen Themenbereich „Drachenzähmen – Die Insel“; öffnet im Mai 2016 |
| Heide-Park Express                           | o. B.                                          | Miniatureisenbahn            | –                          | CRM                                                                           | 1978        | 6 Min.      | 1978 bis 1996 Westerneisenbahn; seit 1997 Heide-Park Express; ab 1989 standen insgesamt fünf Züge zur Verfügung; mit dem Bau des holländischen Stadtteils 1993/1994 erster Streckenumbau; 2005 zusätzliche Haltestelle am See und im holländischen Stadtteil; 2008 zusätzliche Haltestelle im Lucky-Land; 2010 Schließung der Haltestelle im holländischen Stadtteil / Abenteuerhotel (ehemals Hotel Port Royal); 2007 zwischen zweitem See und Holländischen Stadtteil Strecke erneuert; der rote Zug von 1978 war seit dem 8. April 2014 eine neue Fahrattraktion im Abenteuerpark Oberhausen; 2018 wurde er an den Europa-Park zusammen mit dem blauen Zug der zuletzt in der Saison 2017 eingesetzt wurde verkauft; der grüne Zug (ehemals 1. blaue Zug) ist seit 2008 im Dickerson Park Zoo in Springfield, Missouri (USA); mittlerweile sind nur noch der gelbe Zug (ehemals 1. grüne Zug) und der graue Zug abwechselnd im Einsatz; seit der Saison 2018 sind die Türen der Wagen während der Fahrt magnetisch gesichert (verschlossen) |
| Hicks Himmelsstürmer                         | ab 8 (unter 8 in Begleitung eines Erwachsenen) | Giant Sky Chaser             | 10m                        | Zamperla                                                                      | 2016        |             | Attraktion im neuen Themenbereich „Drachenzähmen – Die Insel“; öffnete im Mai 2016 |
| La Ola                                       | ab 4 / 100 cm                                  | Kettenkarussell (Wellenflug) | 14                         | Zierer                                                                        | 2009        | 144 s       | Ersetzt Condor; 2020 wegen Corona meist geschlossen |
| Magic                                        | ab 6 / 120 cm                                  | Magic                        | 9 m                        | Huss Rides                                                                    | 1990        | 90 s        | 2009 generalüberholt; war 2018 bis zum Sommer nicht in Betrieb; ging 2022 kurz nach Saisonstart für die restliche Saison 2022 außer Betrieb; zunächst aufgrund des Tauschs des Rückhaltesystems (Bügel), da die Lieferzeiten laut Parkangaben derzeit sehr lange seien; später wurde der Text leicht abgeändert und es war von Teilen die Rede die ausgetauscht werden müssen; 2022 meist nicht in Betrieb; 2023 Neulack, Generalüberholung und neue TÜV-Abnahme |
| Monorail                                     | o. B.                                          | Einschienenbahn              | 6 m                        | Mack Rides                                                                    | 1986        | 12 Min.     | Davor im Eulenspiegel-Park 1994/1995 generalüberholt 1995 neue Züge |
| Nostalgiekarussell                           | o. B.                                          | Kinderkarussell              | –                          | Bertazzon                                                                     | 1997        | 2,5 Min.    | |
| Oldtimer                                     | o. B.                                          | Rundkurs                     | –                          | Mack Rides                                                                    | 1978        | 2 Min.      | 2018 wurde das Dach entfernt |
| Opa Pig´s Zugfahrt                           | ab 3; bis 8                                    | Rundkurs                     | –                          | Metallbau Emmeln                                                              | 2018        | 90 s        | seit der Saison 2018 Attraktion im neuen Themenbereich „Peppa Pig Land“; der Standort, die Gleise und der Streckenverlauf ist identisch mit der bis Saisonende 2017 betriebenen Wichtelhausenbahn von Mack Rides |
| Panoramabahn                                 | o. B.                                          | Einschienenbahn              | 4 m                        | Mack Rides                                                                    | 1978        | 7 Min.      | |
| Peppa´s Ballonfahrt                          |                                                |                              |                            | Technical Park                                                                | 2020        |             | erweitert 2020 den Themenbereich „Peppa Pig Land“ |
| Peppa´s Haus                                 | o. B.                                          |                              | –                          |                                                                               | 2018        |             | seit der Saison 2018 Attraktion im neuen Themenbereich „Peppa Pig Land“ |
| Kleiner Spielplatz im Peppa Pig Land         |                                                | Spielplatz                   | –                          |                                                                               | 2018        | –           | steht in einem Teil des ehemaligen Heide Gartens; 2016–2017 Piratenspielplatz |
| Neuer Spielplatz                             |                                                | Spielplatz                   | –                          |                                                                               | 2023        | –           | steht auf der neuen Spielfläche wo früher das Abenteuerzelt stand das zuvor die alte Eventfläche war |
| Raffnuss & Taffnuss Wasserflieger            | ab 8 (unter 8 in Begleitung eines Erwachsenen) |                              |                            | Zierer                                                                        | 2016        |             | Attraktion im neuen Themenbereich „Drachenzähmen – Die Insel“; öffnete im Mai 2016 |
| Schorsch´s Dino Abenteuer                    | ab 3                                           | Rundkurs                     | –                          | Metallbau Emmeln                                                              | 2018        |             | seit der Saison 2018 Attraktion im neuen Themenbereich „Peppa Pig Land“; klassische Pferdereitbahn mit Wagen in Gestalt von Dinosauriern |
| Scream                                       | ab 10 / 130–195 cm                             | Freifallturm                 | 103 m, davon 71 m Fallhöhe | Intamin                                                                       | 2003        | 77 s        | bis 2002 Aussichtsturm II; aufgrund der Gesamthöhe bis 2019 als höchster Gyro-Drop-Tower der Welt beworben |
| Screamie                                     | ab 3 / 100 cm                                  | Freifallturm                 | 12 m, davon 9 m Fallhöhe   | Zierer                                                                        | 2008        | k. A.       | 2003 zuvor Wikingerfahrt |
| Spielhalle                                   |                                                | Spielhalle                   | –                          |                                                                               | 1991        | –           | |
| Spielplatz                                   |                                                | Spielplatz                   | –                          |                                                                               |             | –           | |
| Trampolin                                    |                                                | Trampolin                    |                            |                                                                               | 2004        |             | |
| Wasserballschlacht                           |                                                |                              |                            |                                                                               | 2002        |             | |
| Western-Riesenrad                            | o. B.                                          | Riesenrad                    | 12 m                       | Zierer                                                                        | 2008        |             | |
| Westernspielsplatz                           |                                                | Spielplatz                   | –                          |                                                                               | 2008        | –           | |
| Wüstenflitzer                                |                                                |                              | –                          |                                                                               | 2015        |             | seit 2015 auf ehemaligen Seepferdchenbucht Gelände; 2020 wegen Corona geschlossen |

### Ehemalige Attraktionen
Bei den Schließungen gibt es abweichende Angaben. Das kommt daher, dass Schließungen vom Park teilweise später bekanntgegeben wurden, als die Attraktionen tatsächlich schlossen.
| Name                                     | Typ                                       | Max. Höhe                       | Hersteller      | Eröffnung                 | Schließung  | Anmerkung und Verbleib |
| ---------------------------------------- | ----------------------------------------- | ------------------------------- | --------------- | ------------------------- | ----------- | --- |
| Kindereisenbahn (Miniatureisenbahn)      | Miniatureisenbahn                         | -                               | -               | 1970                      | 1978        | (ehemals Wildpark Heidenhof); wurde wegen des Baus der Wildwasserbahn I abgebaut und verschrottet. Man entschied sich gegen eine Umsetzung, da aufgrund des Alters diese Bahn technisch nicht mehr ganz in Ordnung war. |
| Spielplatz                               | Spielplatz                                | -                               | -               | 1970                      | 1978        | befand sich im ehemaligen Wildpark Heidenhof, wurde während der Bauarbeiten für die Eröffnung des Heide Parks verschrottet |
| Indianer-Reservat                        |                                           | -                               | -               | 1978                      | 1982        | abgerissen |
| Ponyreiten Reitanlage                    | Reiten                                    | -                               | -               | 1978                      | 1982        | abgerissen |
| Pferde-Derby                             | Ballspiel mit elektronischem Pferderennen | -                               | -               | 1978                      | ?           | unbekannt |
| alter Spielplatz I                       | Spielplatz                                | -                               | -               | 1978                      | 1990        | verschrottet |
| Minigolf-Platz                           | Minigolf                                  | -                               | -               | 1970/1978                 | 1990        | existierte bereits im ehemaligen Wildpark Heidenhof; Bälle und Schläger eingelagert; 1991 Abriss und Verschrottung der Bahnen |
| World of Video                           | Spielhalle                                | -                               | -               | 1980/2004                 | ?           | ehemals Klein Las Vegas; Verbleib unbekannt |
| Wildpark                                 | Tierpark                                  | -                               | -               | 1970                      | 1999        | Überbleibsel des ehemaligen Wildpark Heidenhof; wurde abgerissen; 2000 bis 2006 war noch das Schild und der Vogelkäfig vorhanden; 2006 wurde auch der Rest abgerissen |
| Aussichtsturm II (ehemals Panorama-Turm) | Aussichtsturm                             | 100 m                           | Intamin         | 1992                      | 2002        | Umbau zum Gyro-Drop-Tower „Scream“; einige Teile wurden zunächst eingelagert; Gondel und Turmspitze verschrottet |
| Drachenfahrt/Wikingerfahrt               | Rundkurs                                  | -                               | Mack Rides      | (1991)/2000               | 2003        | Seit 2004 Chessington World of Adventures |
| Lichtschießanlage                        | Spiel                                     | -                               | -               | 1978                      | 2003        | Seit 2004 geschlossen; Verbleib unbekannt |
| Condor                                   | Condor                                    | 34 m                            | Huss Rides      | 1989                      | 2008        | 1990 umgesetzt; Seit 2009 im Skyline Park als Sky Twister |
| Rainbow                                  | Rainbow                                   | 26,5 m                          | Huss Rides      | 1992                      | 2008        | 2008 generalüberholt; 2008 Abbau, aber noch bis 2010 auf dem Betriebshof, ungeschützt im Freien vorhanden; 2010 als Ersatzteilspender für Millennium (seit 2010 Rainbow), an Schausteller Ernst Klinkerfuß aus Wiesbaden verkauft (seit 2015 Freizeitpark Magic Parkland in Frankreich); nicht verwendbare Teile wurden verschrottet |
| Pferdekarussell Alt Wien                 | Kinderkarussell                           | -                               | Zierer          | 1983/1997                 | 2008        | ehemals Pferdchen-Karussell; 2009 geschlossen noch vorhanden und im Winter 2009 abgebaut; seit 2010 Freizeitpark Plohn; wurde abgebaut, weil angeblich der Untergrund das Gewicht des Karussells nicht mehr tragen könne |
| Heide-Dorf Spielplatz                    | Spielplatz                                | -                               | -               | 1997                      | 2009        | eingelagert; Hängebrücke zugewachsen noch vorhanden |
| Hully-Gully                              | Karussell                                 | -                               | Mack Rides      | 1984/(1986)/1996          | 1994/2009   | zwei ehemalige Reiseanlagen die zu einem Karussell wurden; beide Baujahr 1968; Otto Tiemann kaufte für den Park zwei Hully-Gully, zum einen das von Franke aus Braunschweig (vormals Röper) und sein eigenes zurück und machte aus beiden ein funktionierendes Fahrgeschäft für den Park; 1994 bis 1996 wegen Generalüberholung geschlossen; Besonderheit: durch Umbau wurde nachträglich ein Fahrtrichtungswechsel während der Fahrt möglich; stand von 2009 bis 2017 konserviert (abgedeckt) noch im geschlossenen Parkteil; wurde verkauft und im November 2017 abgebaut und abtransportiert; am 15. Februar 2019 tauchte es zum Verkauf im Internet wieder auf; laut YouTube und laut Heide-Park World im „Niagara Amusement Park & Splash World“ aufgetaucht; die Grube, in dem der Antrieb untergebracht war, war 2018 und 2019 Bestandteil der Horror-Mitmachshow Zombie Escape |
| Kaffeetassen-Karussell                   | Karussell                                 | -                               | Mack Rides      | 1985                      | 2009        | stand bis 2013 im geschlossenen Teil des Parks und wurde im Mai 2013 abgebaut und zum Freizeitpark Śląskie Wesołe Miasteczko nach Polen verkauft |
| Kinderlok Old'99                         | Kinderrundkurs                            | -                               | Mack Rides      | 1985                      | 2009        | die Anlage steht noch im geschlossenen Parkteil; inzwischen wurden jedoch die Stromschienen/Führungsschienen abgebaut; die Figuren und Wagen wurden eingelagert; das Bedienerhäuschen stand in der Saison 2014 bei Eingang von Madagascar LIVE – It´s Circustime. Seit der Saison 2015 ist es neues Bedienerhäuschen am Nostalgiekarussell; die noch stehenden Teile der Anlage waren 2018 und 2019 Bestandteil der Horror-Mitmachshow Zombie Escape |
| Santa-Maria                              | Schiffsschaukel                           | 20 m                            | Huss Rides      | 1983                      | 2009        | ehemals Neptun; seit 2010 im LEGOLAND Windsor in England als „Jolly Rocker“; die Burgkulisse befindet sich bis heute im geschlossenen Parkteil; die Burg-Dekoration des einstigen Eingangsbereichs war 2018 und 2019 Bestandteil der Horror-Mitmachshow Zombie Escape |
| Mississippi-Dampfer                      | Schiff                                    | -                               | Heide-Park      | 1986                      | 2010        | Mark Twain Außerdienststellung 2004; dann als Denkmal und Ersatzteilspender im Park; beim Bau der Krake 2010 wurde er verschrottet; Peter Pan wurde zu Saisonende 2010 für die Ankündigung von Krake beim Feuerwerk in Brand gesetzt, versenkt und anschließend verschrottet; die Führungsschienen im See sind noch weitgehend erhalten und das Stationsgebäude ist noch vorhanden; die nachträglich errichtete Anlegestelle beim Capitol wurde entfernt |
| Ballspritzen                             | Wasserspiel                               | -                               | -               | 1988                      | 2011        | verschrottet |
| Bungee Trampolin                         | Trampolin                                 | -                               | -               | 2004                      | ?           | unbekannt |
| Goldschürfen                             | -                                         | -                               | -               | 2008                      | ?           | unbekannt |
| Indianer Kletterpfad im Holiday-Camp     | Klettergarten                             | -                               | -               | 2014                      | 2016        | steht geschlossen noch im Holiday-Camp |
| Kids Kanu                                | Bootsfahrt                                | -                               | -               | 1997                      | 2011        | Schwabenpark |
| Kids Kutter                              | Bootsfahrt ohne Führung                   | -                               | -               | 1997                      | 2011        | verschrottet |
| Monza-Piste                              | Rundkurs                                  | -                               | Ihle            | 1978                      | 2011        | bis 1994 mit Benzinmotoren; seit 1995 mit Elektromotoren ausgerüstet; bis 1996 Monza Rennstrecke; 2011 Umlackierung der Autos in Piratenoptik; Zugang wurde zugeschüttet; Eingang wurde abgerissen; Fundament der Fahrbahn noch im Park vorhanden; die Stromschienen/Führungsschienen und die Wagen wurden eingelagert; 2019 tauchten in eBay Kleinanzeigen Bilder von ehemaligen Autos der Anlage aus den 1990er Jahren auf (kein Angebot – ein Gesuch solcher Autos); war im Anschluss für kurze Zeit Segway-Übungskurs; derzeit ist das Gelände mit Holzpflöcken abgesteckt |
| Wasserspielplatz                         | Spielplatz                                | -                               |                 | 1992                      | 2011        | stand von der Saison 2012 bis 2014 geschlossen noch im Park; wurde vor Saisonstart 2015 abgerissen; Stilllegung wegen Unfallgefahr |
| Wildwasserbahn II                        | Wildwasserbahn                            | 23 m                            | API Schwarzkopf | 1990                      | 2011        | (Davor im Eulenspiegel-Park; die Original Boote waren im Park jedoch nur kurz im Einsatz und wurden gegen neue Boote ersetzt; 2007 generalüberholt (Umbau und Sanierung); 2010 Kanal Renoviert; die Originalboote gingen an Fans und Liebhaber und blieben alle erhalten. Das letzte Originalboot mit dem Maskottchen Wumbo blieb als Fotomotiv am Ausgang der Wildwasserbahn II als eine Art Brunnen erhalten; beides wurde nach dem Abriss der Bahn zunächst eingelagert und ging später dann an einen Fan, bzw. an einen Liebhaber; die Anlage wurde bis 2013 fast komplett abgerissen; die Fahrrinne in der Station ist noch vorhanden sowie die Strecke zum Großteil auch noch vorhanden ist; es fehlt lediglich die Schussfahrt, die Einfahrt in die Station, der komplette Stollen mit der Fahrrinne, wo sich die Animatroniks befanden sowie die komplette Strecke zwischen dem letzten Häuschen und dem Häuschen mit der Schussfahrt und ein Teil der Strecke vor dem letzten Häuschen; davor ist ein Teil der Betonstrecke mit Erde zugefüllt und bepflanzt worden; alle 41 den Originalbooten nachempfundenen neuen Boote blieben erhalten; die meisten Boote wurden zunächst eingelagert und dann zu Okti ausgelagert; ein Boot war Gewinnspielbox; drei Boote wurden an Fans verlost; ein Boot ist Ausstellungsstück im Designer Outlet Soltau; ein Boot steht heute auf einem Kinderspielplatz eines Kindergartens in Bad Fallingbostel; ein weiteres Boot stand öffentlich zugänglich im Center Parc in Bispingen – am Abend des 3. September 2015 wurde es von Heide-Park-World, dem offiziellen Fanclub des Heide-Parks, zu Gunsten eines guten Zwecks mit weiteren alten Gegenständen aus dem Heide Park, wie z. B. alten Figuren (darunter auch zwei Figuren der WWB II) in Zusammenarbeit mit dem Heide Park versteigert; zwischenzeitlich ist beim Hotel & Restaurant Landhaus Eden in Harber ein weiteres Boot gesichtet worden; inzwischen befindet sich keines der neuen Boote mehr im Park; die Gebäude blieben für den Wing Coaster „Flug der Dämonen“ bestehen; die Auffahrt aus dem Stollen ist ebenfalls noch vorhanden |
| neuer Spielplatz I                       | Spielplatz                                | -                               |                 | 1992                      | 2014        | 1993 neu gestaltet; 2014 Baustelle; Rutsche seit der Saison 2015 wieder geöffnet; Rest an Taunus Wunderland; von 2015 bis 2022 war an dieser Stelle des Spielplatzes ein Hüpfkissen; 2023 wurde das Hüpfkissen an die Stelle des ehemaligen Abenteuerzelts verlegt und der alte Standort dient nun seit 2023 dauerhaft als (neue) Eventfläche; jedoch diente diese Fläche zuvor schon temporär als Eventfläche; das Hüpfkissen war während dieser Zeit abgebaut |
| Kanalfahrt                               | Kanalfahrt                                | -                               | Mack Rides      | 1991/1994                 | 2015        | war ab dem 31. August 2015 wegen Arbeiten auf der Fläche für „Drachenzähmen – Die Insel“ für die Saison 2016 geschlossen; die Fahrrinne war während der Bauarbeiten teilweise zugeschüttet; die fünf Originalboote wurden in den Werkstätten des Heide-Parks für die neue Thematisierung durch die Firma Zierer umgebaut; zusätzlich wurden vier Boote von der Firma Zierer komplett neu gebaut, so dass die Anzahl der Boote von fünf Stück auf neun Stück aufgestockt, bzw. erhöht wurde; die Attraktion im neuen Themenbereich „Drachenzähmen – Die Insel“; öffnete im Mai 2016 |
| Märchenfahrt                             | Rundboote                                 | -                               | Mack Rides      | 1991                      | 2015        | 2015 erhielten die Figuren teilweise noch neue Kostüme; war ab dem 31. August 2015 wegen Arbeiten auf der Fläche für „Drachenzähmen – Die Insel“ für die Saison 2016 geschlossen; die Fahrrinne wurde abgerissen; der Rest ging an den Schwabenpark (die Boote und die Dekoration) |
| Roter Baron                              | Roter Baron                               | 3m                              | Mack Rides      | 1985                      | 2015        | 2008 umgesetzt; 2016 von Zierer in den Werkstätten des Heide-Parks umgebaut und umgesetzt; die Attraktion im neuen Themenbereich „Drachenzähmen – Die Insel“; öffnete im Mai 2016; seit der Saison 2016 als Grobians Wolkenspringer im Themenbereich Drachenzähmen – Die Insel |
| Okti                                     | Polyp 3                                   | 4 m                             | Schwarzkopf     | 1982/1996                 | 2017 (2015) | 1992 Abbau und Generalüberholung; 1992 bis 1995 geschlossen; 1996 nach erfolgreicher Generalüberholung wiedereröffnet; 1996 und 2002 umgesetzt; 1992 bis 1996 und 2010 generalüberholt; 2010 neue Farbgebung und den neuen Namen Okti; ehemals Riesenkrake; wurde nach Saisonende 2015 zwecks erneuter Generalüberholung und dem anstehenden großen TÜV abgebaut; in der Saison 2016 wurde es noch als Fahrattraktion aufgelistet, war aber in der gesamten Saison 2016 nicht aufgebaut; Anfang des Jahres 2017 wurde bekannt gegeben, dass Okti ab der Saison 2017 nicht mehr zu erleben sein wird; aufgrund eines größeren Schadens feierte dieses Fahrgeschäft nicht wie geplant 2017 sein 35-jähriges Bestehen im Park, sondern wurde ausgemustert und bleibt für immer geschlossen; am 25. Januar 2019 und im Oktober 2020 tauchte es zum Verkauf im Internet bei Used amusent rides Apeldoorn wieder auf; mit Stand Juni 2020 inzwischen restauriert und mit Beleuchtung ausgestattet (wurde nachgerüstet) |
| Aqua Spin                                | Top Spin                                  | 18 m                            | Huss Rides      | 1992                      | 2017 (2016) | 2008 generalüberholt Seit 2009 mit Wasserfontänen Ehemals Top Spin; wurde im Parkplan 2017 als Fahrattraktion aufgelistet, aber ging aus technischen Gründen und wegen Ersatzteilmangel nicht mehr in Betrieb; am 16. Januar 2019 tauchte es zum Verkauf im Internet bei Used amusent rides Apeldoorn wieder auf |
| Lady Moon                                | Flipper                                   | 13,5 m                          | Huss Rides      | 1990                      | 2017 (2016) | 2009 generalüberholt Ehemals Flipper; wurde im Parkplan 2017 als Fahrattraktion aufgelistet, aber ging aus technischen Gründen und wegen Ersatzteilmangel nicht mehr in Betrieb; am 13. Dezember 2018 tauchte es zum Verkauf im Internet bei Used amusent rides Apeldoorn wieder auf; inzwischen ist es im Baghdad Island Amusement Park wieder in Betrieb |
| Koggenfahrt                              | Rundfahrgeschäft „Peter Pan“              | -                               | Mack Rides      | 1982                      | 2017        | 2008 generalüberholt Schließung zu Saisonende 2017; wurde wegen der Parkerweiterung zu Gunsten des neuen Themenbereichs „Peppa Pig Land“ geschlossen; die Koggenfahrt aus dem Heide-Park ist jetzt im schwedischen Daftöland zu erleben |
| Wichtelhausenbahn                        | Rundkurs                                  | -                               | Mack Rides      | 1978                      | 2017        | Schließung zu Saisonende 2017; von offizieller Parkseite hieß es zu Saisonende 2017, dass die Wichtelhausenbahn den Park nicht verlasse, aber sie in ihrer jetzigen Form nicht mehr zu erleben sein wird und 2018 in neuem Glanz erscheinen werde; seit 2018 als Opa Pig´s Zugfahrt im neuen Themenbereich „Peppa Pig Land“; nur noch die Gleise und die Streckenführung erinnert an die ursprüngliche Wichtelhausenbahn; das einstige Mack Fahrgeschäft ist bis auf die Gleise komplett verschwunden und musste Platz machen für die Anlage von Metallbau Emmeln; die original Wichtelhausenbahn sei aber laut Parkaussage noch eingelagert im Park vorhanden; der Papagei vom Türmchen der Wichtelhausenbahn hat mittlerweile (seit 2020) im Abenteuerhotel des Heide Park Resorts seine neue Heimat gefunden |
| Piratenspielplatz                        | Spielplatz                                |                                 |                 | 2016                      | 2017        | steht in einem Teil des ehemaligen Heide Gartens; ist nun ein kleiner Spielplatz im Peppa Pig Land |
| El Sol                                   | Enterprise                                | 20 m                            | Huss Rides      | 1990 (laut Internet 1991) | 2018 (2017) | 2008 generalüberholt ehemals Enterprise; dieses Fahrgeschäft war ab Herbst 2017 bis Saisonende 2017 (5. November 2017) nicht mehr in Betrieb; wurde wegen zu hoher Kosten und wegen Ersatzteilmangel geschlossen; am 2. März 2019 tauchte es zum Verkauf im Internet bei Used amusent rides Apeldoorn wieder auf; inzwischen befindet es sich im Baghdad Island Amusement Park |
| Huracan                                  | Round-up                                  | 11 m                            | Fähtz           | 1983                      | 2019 (2018) | ehemalige Reiseanlage; 2009 generalüberholt und umgesetzt; ehemals Round Up; wurde aufgrund des Alters, wegen zu hoher Kosten und wegen Ersatzteilmangel geschlossen; am 20. März 2019 tauchte es zum Verkauf im Internet bei Used amusent rides Apeldoorn wieder auf |
| Panoramaturm (ehemals Aussichtsturm I)   | Aussichtsturm                             | 104 m, davon 75 m Aussichtshöhe | Intamin         | 1985                      | 2022 (2020) | 2010 neue Fensterscheiben; 2020 und 2021 wegen der Corona-Pandemie geschlossen; laut offizieller Aussage des Parks entspräche die Gondel nicht mehr den aktuellen Sicherheits-Standards. Motor ausgebaut und wird im Europa-Park im Eurotower eingebaut in der Winterpause 2022 auf 2023. |
| Fernlenkboote                            | Spiel/Ferngesteuerte Boote                | -                               | -               | 1978/2004/2010            | 2022        | eingelagert; Kostenpflichtig mit Münzeinwurf |
| Fernlenkautos/Monstertrucks              | Ferngesteuerte Autos                      | -                               | -               | 2009/2013                 | 2023        | eingelagert; Kostenpflichtig mit Münzeinwurf |

### Aktuelle Shows und Ausstellungen
Viele Shows finden im Heide Park regelmäßig und mindestens einmal täglich statt:

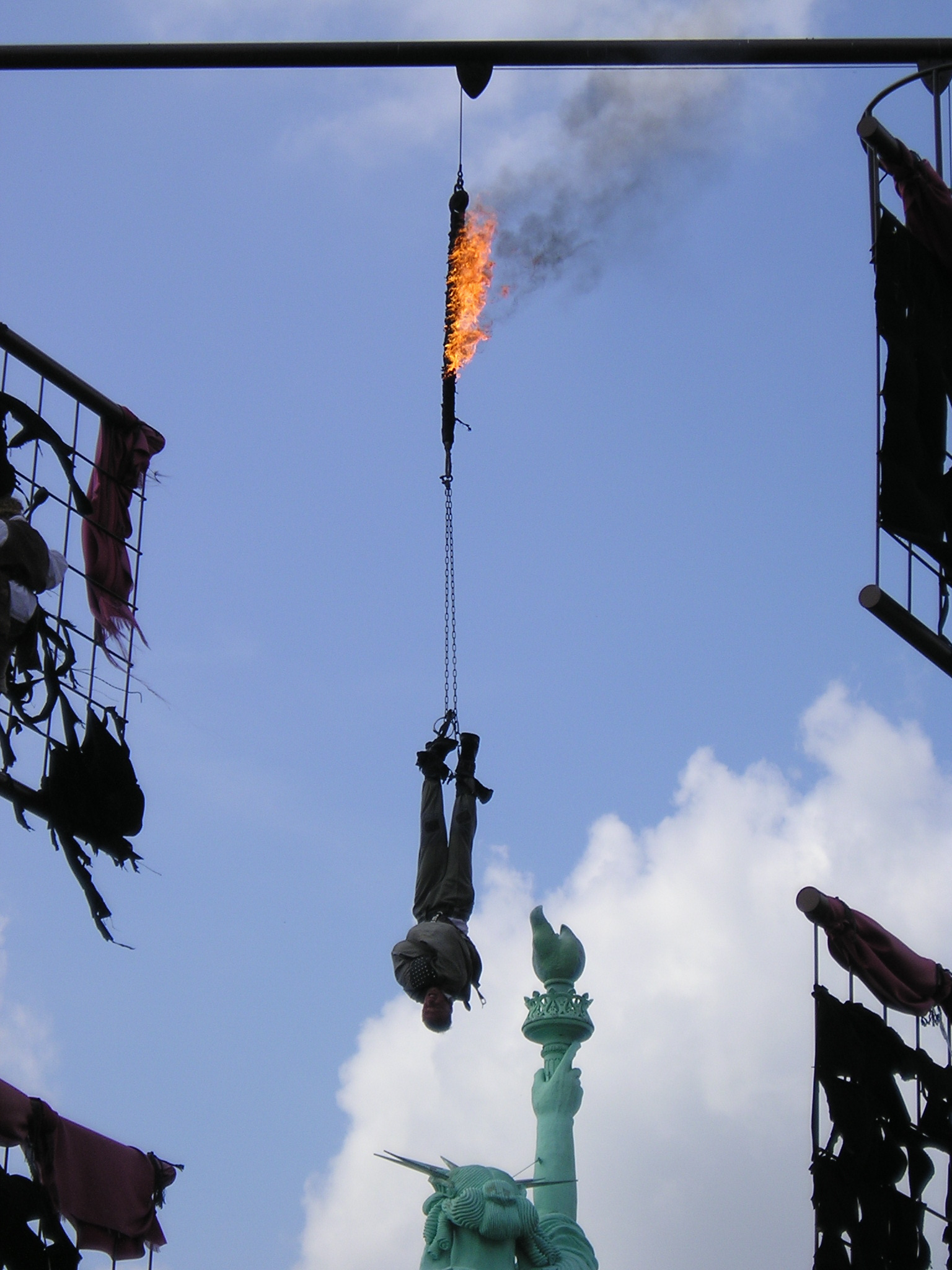
Szene aus der Piratenshow auf der Seebühne (alter Spielort vor Umzug in die Piratenarena)

| Name                 | Typ  | Eröffnet | Anmerkung |
| -------------------- | ---- | -------- | --- |
| Im Auge des Drachens | Show | 2019     | Piratenshow in der Piratenarena (2020 und 2021 kein Spielbetrieb); Bühne war vorher Seelöwenshow und davor die Alligator-Arena |
| The Movie Maker      | Show | 2022     | in der Piratenarena; Ivo produziert mit ausgewählten Gästen aus dem Publikum gemeinsam einen Film                              |
| Smilie – It´s magic  | Show | 2023     | in der Piratenarena; eine nicht ganz ernst gemeinte Zaubershow                                                                 |
| Time                 | Show | 2023     | in der Piratenarena; eine artistische Reise durch die Zeit                                                                     |

### Ehemalige Shows und Ausstellungen
| Name                                                        | Typ                    | Eröffnet       | Eingestellt | Anmerkung |
| ----------------------------------------------------------- | ---------------------- | -------------- | ----------- | --- |
| Pelikanshow                                                 | Show                   | 1979           | 1979        | |
| Schimpansenshow                                             | Show                   | 1985           | 1987        | |
| Hamburger Straßenbahn und Hamburger Station                 | Ausstellung und Imbiss | 1980           | 1989        | 1990 verschrottet |
| Alligatoren-Show                                            | Show                   | 1978/1985      | 2003        | ab 1985 in eigener Arena; zuvor Alligator-Ringen bei der späteren Seelöwen-Bühne, wo sich die heutige Piratenarena befindet; die Arena wurde einige Jahre nach der Schließung zugeschüttet, ist daher noch vorhanden |
| Madame Tussaud Wachsfiguren                                 | Ausstellung            | 2002           | 2003        | |
| Kasperle Theater                                            | Show                   | 1979/1985      | 2003        | war geschlossen im Park noch vorhanden; in der Saison 2015 war im ehemaligen Kasperle-Theater ein Bildschirm angebracht und es lief dort ein Madagascar-Film; für die Saison 2016 wurde das ehemalige Kasperle Theater abgerissen und dort die lange Zeit eingelagerten Heide-Park Maskottchen mit Fotomöglichkeit aufgestellt |
| Fluch der Pirat Star                                        | Show                   | 2004           | 2004        | Piratenshow |
| Käpt’n Blood – Pirat der sieben Meere                       | Show                   | 2005           | 2005        | Piratenshow |
| Die Pirate Star – eine Piraten Galleone segelt ohne Captain | Show                   | 2006           | 2006        | Piratenshow |
| Dschungelshow                                               | Show                   | 2003           | 2006        | |
| Seelöwen-Show                                               | Show                   | 1979/1984/1985 | 2007        | ab 1985 eigene Bühne, die zuvor die Alligatoren-Bühne war; heute befindet sich dort die Piratenarena |
| Autosalon                                                   | Ausstellung            | 1993/2004      | 2007        | seit 2004 im ehemaligen Spielewelt-Gebäude |
| Papageienshow                                               | Show                   | 1990           | 2007        | |
| Die Rache des Admirals                                      | Show                   | 2007           | 2007        | Piratenshow |
| Wild Wild Wedding on the Pirate-Star                        | Show                   | 2008           | 2008        | Piratenshow |
| Delphin-Show                                                | Show                   | 1979/1984      | 2008        | 2009 Abriss des Delfinariums |
| Elektronisches Vogeltheater                                 | Show                   | 1988           | 2009        | das Gebäude steht noch im geschlossenen Teil des Parks; mittlerweile sind jedoch nur noch vereinzelte Sitzbänke für die Zuschauer vor Ort |
| Varietéshow                                                 | Show                   | 2007           | 2009        | ab 2008 in der Show-Arena |
| Der Schatz von Port Royal                                   | Show                   | 2009           | 2009        | Piratenshow |
| Das Gold von Port Royal                                     | Show                   | 2010           | 2012        | Piratenshow |
| Der Zorn der Maya-Götter                                    | Show                   | 2011           | 2012        | Maya-Show |
| Comicfigurentheater                                         | Show                   | 1985           | 2014        | 2005 renoviert; erhielt 2006 eine Überdachung; ab 2015 Kinderkino |
| Krake lebt!                                                 | Show                   | 2012           | 2014        | wurde 2015 durch Krake lebt! kids ersetzt |
| Krake lebt! Kids                                            | Show                   | 2015           | 2015        | 2016 bis 2018 als Halloween-Horrormaze verwendet; seit Oktober 2019 „Mission: Meeresgrund“ |
| Das Gold von Port Royal 2                                   | Show                   | 2013           | 2015        | Piratenshow |
| Madagascar LIVE – It’s Circus Time                          | Show                   | 2013           | 2015        | seit 2016 Abenteuerzelt |
| Hallo-Spencer-Show                                          | Show                   | 2004           | 2016        | die Show wurde eingestellt, weil die Lizenz ausgelaufen ist; seit 2017 ist dort Ghostbusters 5D zu finden; die Figuren von der Show wurden in der ehemaligen Diskothek MicMac in Moisburg gelagert; zwischen September 2021 und September 2022 gab es dort insgesamt sieben Einbrüche wo die Hallo Spencer Animatronic´s dabei gestohlen wurden; einige tauchten auf dem Gelände mit Baggersee des Todtglüsinger Sportvereins (TSV) wieder auf, wodurch die Figuren zur Deponie in Todtglüsingen gelangten die diese dann zur Müllverbrennungsanlage in Waltershof brachte |
| Kinderkino                                                  | Kino                   | 2015           | 2016        | ehemals Comicfigurentheater; wurde im November 2016 abgerissen |
| Glow Painting                                               | Show                   | 2015           | 2016        | Lichtmalereishow; im Hallo-Spencer-Studio; seit 2017 ist dort Ghostbusters 5D zu finden |
| Festival der Welten                                         | Show                   | 2016           | 2016        | |
| Die Rache des Admirals                                      | Show                   | 2016           | 2018        | Piratenshow |
| Die Sandmalerei                                             | Show                   | 2017           | 2019        | im Abenteuerzelt (2020 – 2022 kein Spielbetrieb; die ursprünglichen Planungen sahen vor die Show nach der Corona-Pandemie wieder aufzuführen; inzwischen wurde das Abenteuerzelt dauerhaft geschlossen) |
| Die Traumfänger                                             | Show                   | 2017           | 2019        | im Abenteuerzelt (2020 – 2022 kein Spielbetrieb; die ursprünglichen Planungen sahen vor die Show nach der Corona-Pandemie wieder aufzuführen; inzwischen wurde das Abenteuerzelt dauerhaft geschlossen) |
| SMILE                                                       | Show                   | -              | -           | im Abenteuerzelt (neue Show, ursprünglich ab 2020 geplant, fand jedoch bislang nicht statt; inzwischen wurde das Abenteuerzelt dauerhaft geschlossen); seit 2023 gibt es unter dem Titel „Smilie – It´s magic“ einen Ersatz in der Piratenarena |

### Weiteres an Ehemaligem
| Name                                                                           | Typ                            | Eröffnet    | Eingestellt/Schließung | Anmerkung |
| ------------------------------------------------------------------------------ | ------------------------------ | ----------- | ---------------------- | --- |
| Pfahlsitzen                                                                    | Wettbewerb                     | 1997        | 2003                   | stand neben dem Steaksaloon Bulls and Bandits |
| Nivea-Kinderland                                                               | Themenbereich                  | 1993        | 2004                   | 1998 umgesetzt; 2005 Umgestaltung und Umbenennung zu Seepferdchenbucht mit Wiedereröffnung wegen Ausstieg von Nivea |
| Heide-Dorf                                                                     | Sehenswürdigkeit               | 1988        | 2009                   | steht noch im geschlossenen Teil des Parks; heute werden die Gebäude als Lagerhäuser verwendet |
| Heide Garten                                                                   | Garten                         | 1978        | 2009/2017              | wurde wegen der ToPiLauLa Schlacht 2009 teilweise geschlossen und dieser Teil dann mit Sand zugeschüttet; zu Saisonende 2017 erfolgte dann die komplette Schließung wegen der Parkerweiterung zu Gunsten des neuen Themenbereichs „Peppa Pig Land“ |
| Holländischer Stadtteil                                                        | Themenbereich                  | 1996/1997   | 2009                   | Zugang nur noch für Hotelgäste. Vom Park aus kein Zugang mehr (Zaun). Attraktionen jetzt ohne Thematisierung. 2014 Abriss der Fassaden des holländischen Stadtteils vor dem Hotel. Bis 2015 kein Zugang für Hotelgäste mehr |
| Amerikanischer Themenbereich                                                   | Themenbereich                  | 1986        | 2010                   | Big Loop gehört jetzt zur Bucht der Piraten; Restaurant Capitol seit 2018 als italienisches Restaurant Mamma Rosas Pizza und Pasta |
| Freiheitsstatue                                                                | Sehenswürdigkeit               | 1986        | 2011                   | wurde von der Saison 2012 bis zur Saison 2018 als Thematisierung für Colossos verwendet (nur Oberkörper; Rest verschrottet); wegen Neuthematisierung zu „Kampf der Giganten“ wurde 2019 noch vor dem Saisonstart auch der Rest abgerissen und verschrottet |
| Seepferdchenbucht                                                              | Themenbereich                  | 2005        | 2011                   | ehemals Nivea-Kinderland; Umgestaltung und Umbenennung wegen Ausstieg von Nivea; wurde samt Fahrgeschäften abgebaut; Leuchtturm mit Rutsche noch vorhanden; seit 2015 Standort von Wüstenflitzer und der ehemalige Leuchtturm ist nun ohne Rutsche als Dekorationsobjekt der Wüstenflitzer vorhanden |
| Hotel Port Royal                                                               | Hotel                          | 2007        | 2015                   | seit 2015 Heide Park Abenteuerhotel; Anbau und Umgestaltung des Hotels; Eröffnung von Sultan’s Spaßbad |
| Heide Park Express Haltestelle Holland/Delfinarium – später dann Holland/Hotel | Station                        | -           | -                      | die Station befand sich zwischen der ehemaligen Monza Piste und der Grachtenfahrt, heute Käpt´ns Törn; für kurze Zeit wurde die Station in das Untergeschoss des Hotels, heute Abenteuerhotel verlegt; aufgrund von Lärmbelästigung kehrte der Haltepunkt wieder an seinen ursprünglichen Standort zurück und ist heute sogar komplett geschlossen; der Heide Park Express fährt dort heute ohne Halt durch bis zur Station Hauptbahnhof, bzw. Haupteingang                                    |
| Schweizer Schokoladenladen                                                     | Shop                           | -           | -                      | im heutigen Themenbereich Transsilvanien gab es in der Nähe der (Schweizer) Bobbahn einen Schweizer Schokoladenladen, wo man typische Schweizer Schokolade kaufen konnte; nach der Eröffnung des neuen Themenbereichs verlor die Bobbahn ihren Zusatz „Schweizer“ und der Schokoladenladen wurde geschlossen |
| Seebühne beim MayaTal                                                          | Showbühne                      | -           | -                      | für die Maya-Show stand eine eigene Seebühne mit Schiff zur Verfügung die auch heute noch existiert, auf der aber bis auf Weiteres keine Shows mehr stattfinden; die Shows sind mit der Errichtung der Piratenarena in diese umgezogen |
| Scream Shop                                                                    | Shop                           | -           | -                      | bei Scream gab es auch einmal einen Souvenirshop mit Artikeln die mit dem Scream-Branding (Scream-Logo) versehen waren |
| Dämonengrill                                                                   | Restaurant                     | 2014        | 2016                   | gegenüber von der ehemaligen Wildwasserbahn II, heute ist dort die Achterbahn „Flug der Dämonen“ befand sich ehemals ein Restaurant, dass zuletzt in Dämonengrill umbenannt wurde; seit einigen Jahren ist es geschlossen und dient an den Heide-Park Halloween Nights der Boo-Crew als Umkleide (auch 2020) und als Spielort; zuletzt 2019, da 2020 wegen Corona an diesem Spielort nichts stattfand                                                                                          |
| Bulls & Bandits – Der total verrückte Steak Saloon                             | Erlebnisgastronomie/Restaurant | 2015        | -                      | Erlebnisgastronomie im Western Style im ehemaligen holländischen Stadtteil; Hauptsächlich für Hotelgäste und früher auch öffentlich für Tagesgäste des Heide-Parks für anspruchsvolleres Essen; inzwischen geschlossen und kann nur noch für Veranstaltungen gebucht werden |
| Nitrogenie                                                                     | Eisverkauf                     | 2016        | 2022                   | 2016 ersetzte das Nitrogenie in der Nähe des Abenteuerzelts und des Fährhauses die herkömmliche Eisdiele und bot den Gästen bis 2022 ein Eis das mit flüssigem Stickstoff zubereitet wurde; zu den Halloweentagen 2022 gab es ein letztes Mal die Gelegenheit das Eis zu kaufen; allerdings nicht die gewohnten Sorten, sondern eine Halloween Spezialsorte mit Alkohol und Marshmallows (wegen des Alkohols nur für Erwachsene); 2023 wurde Nitrogenie gegen einen Flammkuchenverkauf ersetzt |
| Abenteuerzelt                                                                  | Showzelt/kleines Zirkuszelt    | (2013) 2016 | 2022                   | auf der (alten) ehemaligen Eventfläche wurde 2013 ein kleines Zirkuszelt/Showzelt aufgebaut, dass seit 2016 Abenteuerzelt hieß; 2019 fand dort die letzte Show statt; 2023 wurde das Zelt abgebaut und seit 2023 ist dort der neue Standort für das Hüpfkissen das zuvor zwischen der Piratenarena und der Achterbahn Krake stand |

## Veranstaltungen/Events

### Veranstaltungsorte
Das Heide Park Resort und das Hotel können auch als Veranstaltungsorte genutzt werden. So bietet das Hotel sechs Tagungsräume unterschiedlicher Größe. Um das Programm der Veranstaltung zu erweitern, können viele unterschiedliche Showprogramme wie Piratenüberfall, Dinnerspektakel, Lasershow und Feuerwerk oder Casino Royale in der Hotelbar stattfinden.
Zudem gibt es eine große Freifläche für bis zu 20.000 Personen, die für Open-Air-Konzerte und Events genutzt werden kann.
Angrenzend an die Freifläche bietet eine Eventhalle eine Fläche von 2.500 m² und verfügt somit über eine Kapazität für 5.000 Personen.

### Pop im Park / Antenne Open Air
Von 2003 bis 2008 fand im Heide Park Resort regelmäßig das Open-Air-Festival Pop im Park vor jeweils etwa 10.000 Zuschauern auf einer Rennstrecke auf dem Gelände des Heide Parks statt. Zu den bekanntesten aufgetretenen Künstlern zählen Nena in den Jahren 2003 und 2007, Pur, Wir sind Helden, Jeanette Biedermann, Fury in the Slaughterhouse (alle 2004), Söhne Mannheims (2005), Peter Maffay und Tokio Hotel im Jahr 2006 und P!nk 2007.
Bereits am 11. Juli 1999 gab es im Park eine ähnliche Veranstaltung, die als Vorgänger des Pop im Park betrachtet werden kann. Damals traten unter anderem Die Prinzen, Pur und Guildo Horn auf. Zusätzlich wurde 2005 ein Schlager im Park mit Marianne Rosenberg und 2006 erstmals Comedy im Park mit Paul Panzer veranstaltet; ein ebenfalls für 2006 geplante Klassik im Park mit Justus Frantz fand jedoch nicht statt.
Im Jahr 2008 gab es ein 80er-Jahre-Special, bei dem insgesamt 10 Künstler aus den 1980er Jahren auftraten, darunter waren z. B. Hot Chocolate, Paul Young, Alannah Myles, Nick van Eede (Cutting Crew) und die Stars der Neuen Deutschen Welle wie etwa Geier Sturzflug oder Markus. Ab 2009 fand ein von Hit-Radio Antenne organisiertes 80er-Open-Air-Festival statt, das allerdings nicht mehr unter dem Namen Pop im Park veranstaltet wird. 2009 traten dort The Hooters, Nik Kershaw, Martin Fry (ABC), Peter Schilling und Carol Decker (T’Pau) auf, 2010 waren Bobby Kimball (Toto), Chris Thompson (MMEB), Howard Jones und Jimi Jamison (Survivor) dabei, 2011 standen Barclay James Harvest, Midge Ure, Maggie Reilly und Bananarama auf der Bühne. Seit 2012 lautet das Motto des Hit-Radio Antenne Open Air nicht mehr 80er-Jahre, stattdessen waren aktuelle Künstler und Stars aus den 1990er Jahren wie Cascada, Marquess, Hot Banditoz, La Bouche, Queensberry, Londonbeat, Vengaboys und Rick Astley; als Hauptact trat Atze Schröder vor rund 8000 Zuschauern auf. 2013 traten Frida Gold, Aura Dione, Madcon, Christina Stürmer, Culture Beat und erneut Atze Schröder auf.
Neben den Pop-im-Park-Veranstaltungen treten bei Werbeveranstaltungen auch bekannte Künstler im Heide Park Resort auf, beispielsweise No Angels, Münchener Freiheit, Revolverheld oder DJ Ötzi. 2008 fand zudem außer der Reihe ein Konzert von Roland Kaiser statt. 2007 wurde das geplante Illusion-Festival mit etlichen Künstlern aus dem Electro-Bereich wie Sven Väth kurzfristig abgesagt. 2013 fand ein großes DSDS-Open-Air statt, bei dem vor etwa 12.000 Zuschauern mehrere ehemalige Teilnehmer der Fernsehsendung Deutschland sucht den Superstar gemeinsam mit Dieter Bohlen auftraten.

### Pfahlsitzen
Von 1997 bis 2003 fand jährlich die Weltmeisterschaft im Pfahlsitzen statt. Diese Veranstaltung ist aus einem Werbe-Gag zur Eröffnung des holländischen Stadtteils im Jahre 1997 entstanden, wurde dann aber ab 2003 aufgrund des abnehmenden Medieninteresses eingestellt. 2002 stellte der Pole Daniel Baraniuk mit 196 Tagen den offiziellen Guinness-Weltrekord auf.

### Halloween Nights
Die Halloween Nights sind ein seit 2001 regelmäßig stattfindendes Halloween-Event in Kooperation mit der Boo-Crew. Es sind verschiedene Irrgärten mit Erschreckern aufgebaut:

#### Safe Place Sektor 23
Im Jahr 2023 ersetzt Safe Place Sektor 23 das Horror-Maze Obscuria (Sommer 2023 Zombie Escape).

#### Grand Hotel Morton
Das Maze Grand Hotel Morton befindet sich in der oberen Etage des Stationsgebäudes der Bobbahn. Der Eingang befindet sich direkt zwischen Stationsausgang und Fotostation der Bobbahn. Die Attraktion setzt auf eine die Thematik eines Hotels der 1920er Jahre, in dem Geister ihr Unwesen treiben. Für den Einlass in die Attraktion ist ein Zeitticket nötig, welches die Wartezeit vor der Attraktion verkürzen soll. 2020 und 2021 pandemiebedingt nicht im Angebot.
Die Attraktion ersetzte 2017 das Horror Maze Inferno.

#### SubTerra
SubTerra ist ein indoor Maze, welches mit Zeitticket betreten werden kann. Nach der Geschichte haben sich „Urban Explorer“ auf die Suche nach einem verlassenen U-Bahn-Schacht unter dem Park gemacht und sind hierbei auf ein unter der Erde lebendes Volk getroffen. Es wird auf eine stressige und laute Stimmung gesetzt.
Nachdem 2018 dieser Ort nicht bespielt wurde, ersetzte es 2019 Asylum. 2020 und 2021 pandemiebedingt nicht im Angebot.

#### Mission Meeresgrund
Mission Meeresgrund richtet sich speziell an Kinder und ersetzte seit 2019 Krake lebt! Kids, das ausschließlich 2015 ganzjährig angeboten wurde und von 2016 bis 2018 als Halloween-Horrormaze verwendet wurde. Von 2020 bis 2022 wurde es nicht angeboten. Seit dem 18. Mai 2023 wurde es dauerhaft in das Attraktionsangebot des Heide Parks aufgenommen.

#### Zauberwald
Zauberwald ist ein verschwundener magischer Wald, der in einer Ecke des Heide-Parks plötzlich (wieder) hinter einem Tor auftaucht. Das Angebot richtet sich speziell an Kinder. 2019 neu unter der Bobbahn eingerichtet (bis 2017 befand sich dort Sektor 23), spielt es seit 2020 auf dem Gelände der ehemaligen Monza-Piste.

#### Ehemalige Horror-Attraktionen
| Name der Attraktion        | Art der Attraktion                                     | Thematisierung                | Erstmals eröffnet | Letzte Vorstellung | Verbleib                                                                             | Ort                                                                      |
| -------------------------- | ------------------------------------------------------ | ----------------------------- | ----------------- | ------------------ | ------------------------------------------------------------------------------------ | ------------------------------------------------------------------------ |
| Sanatorium Bergfrieden     | Indoor Maze                                            | Nervenheilanstalt             | 2008              | 2011               | Umbau zu Inferno                                                                     | Obergeschoss der Bobbahn Station                                         |
| Verbotener Wald            | Outdoor Maze                                           | Natur/Wald                    | 2008              | 2008               | Umbau zu Fluch der Von Matterns                                                      | Wald unterhalb der Bobbahn Strecke                                       |
| Fluch der Von Matterns     | Outdoor Maze                                           | Natur/Wald                    | 2009              | 2009               | Umbau zu Der verfluchte Wald                                                         | Wald unterhalb der Bobbahn Strecke                                       |
| Der verfluchte Wald        | Outdoor Maze                                           | Natur/Wald                    | 2010              | 2010               | Umbau zu Der verfluchte Wald 2                                                       | Wald unterhalb der Bobbahn Strecke                                       |
| Apokalypse – Das Ende naht | Outdoor Maze                                           | Cyborgs/Sci-Fi                | 2011              | 2012               | Abriss; Kulissen teilweise für Sektor 23 genutzt                                     | Auf der ehemaligen Eventfläche, die Fläche des ehemaligen Abenteuerzelts |
| Der verfluchte Wald 2      | Outdoor Maze                                           | Natur/Wald                    | 2011              | 2011               | Abriss                                                                               | Wald unterhalb der Bobbahn Strecke                                       |
| Inferno                    | Indoor Maze                                            | dämonenbesetztes Kloster      | 2012              | 2016               | Umbau zu Grand Hotel Morton                                                          | Obergeschoss der Bobbahn Station                                         |
| Schattenfall               | Indoor/Outdoor Maze                                    | Alchemie/Fabelwesen           | 2013              | 2013               | Abriss; Kulissen teilweise eingelagert                                               | Im Heide Dorf                                                            |
| Tal des Grauens            | Outdoor Maze                                           | Natur/Wald                    | 2014              | 2014               | Umbau zu Sektor 23                                                                   | Wald unterhalb der Bobbahn Strecke                                       |
| Sektor 23                  | Outdoor Maze                                           | militärisches Sperrgebiet     | 2015              | 2017               | Abriss; Kulissen teilweise eingelagert                                               | Wald unterhalb der Bobbahn Strecke                                       |
| Asylum                     | Indoor Maze                                            | Nervenheilanstalt/Krankenhaus | 2012              | 2017               | Abriss; Kulissen teilweise eingelagert; Umbau zu SubTerra                            | Unterhalb der Verwaltung                                                 |
| Zombie-Escape              | Outdoor Maze                                           | Freakshow                     | 2018/2023         | 2019/2023          | Umbau zu „Obscuria“; 2023 Umbau zu „Safe Place Sektor 23“                            | Geschlossener Teil des Parks                                             |
| Obscuria                   | Outdoor Maze                                           | Freakshow                     | 2018              | 2022               | Sommer 2023 wieder zu „Zombie-Escape“ umgebaut; 2023 Umbau zu „Safe Place Sektor 23“ | Geschlossener Teil des Parks                                             |
| Turm der Dunkelheit        | Indoor Maze                                            | Mittelalter                   | 2014              | 2018               | Kulissen eingelagert; kein Ersatz (Darstellermangel)                                 | Im Weinturm                                                              |
| Haunted Mansion            | Indoor Maze / mobile Geisterbahn mit Hängegondel-Zügen | dämonenbesetztes Anwesen      | 2020              | 2020               | mobiler Einsatz auf Jahrmärkten                                                      | Hüpfkissenspielplatz                                                     |

### Sonstiges
Das Heide Park Resort wird auch für E-Sport-Veranstaltungen genutzt. Im April 2003 fanden im Heide Park die WWCL-Finals statt und im September 2006 war der Park Austragungsort für die deutsche Qualifikation der World Cyber Games 2006.
Die Parkszenen in der ersten Folge der fünften Staffel mit dem Titel Kinderparadies der ZDF-Serie Die Rettungsflieger wurden im Park gedreht.
Seit 2004 findet jährlich der Kanu-Wildwasser-Sprint im Rahmen des Deutschlandcups im Mountain Rafting statt. Von 2006 bis 2010 fand Anfang September der Rosa Tag im Heide-Park statt, bei dem sich Lesben, Schwule, Bisexuelle und Transgeschlechtliche im Heide Park Resort trafen. Nachdem dieser 2011 und 2012 pausierte, findet der Rosa Tag seit September 2013 wieder statt. Des Weiteren finden jährlich eine große Halloween-Party und weitere besondere Aktionen wie die Pyro-Games oder ein Fußball-Camp statt.
Am 1. Mai 2009 fand eine Motorrad-Sternfahrt mit Ziel im Heide Park Resort statt, an der mehr als 30.000 Menschen teilnahmen, diese wurde bis 2014 seitdem jährlich wiederholt.
Zum 20. Geburtstag der Tokio-Hotel-Zwillinge, Bill und Tom Kaulitz, mietete sich die Band eigens für diesen Tag nach Parkschluss von 19.00 Uhr bis 23.00 Uhr die Hauptfahrattraktionen.
Am 9. Oktober 2011 veranstaltete das Heide Park Resort Weltrekordversuch. Der Park lud die Jugendfeuerwehren aus ganz Deutschland ein, um den Rekord für den größten Jugendfeuerwehrtag zu sichern. Erwartet wurden ca. 10.000 Jugendfeuerwehrmitglieder. Der bestehende Weltrekord von etwa 5.000 Teilnehmern wurde dabei mit 9.863 Anwesenden geknackt.
Am 29. September 2012 versuchte das Heide Park Resort gemeinsam mit kabel eins einen Weltrekord für die größte Kettenreaktion der Welt aufzustellen. Dieser Versuch wurde zwei Wochen später, am 14. Oktober, im Fernsehen ausgestrahlt.
Am 30. April 2013 fand im Resort die erste Walpurgisnacht statt. Geöffnet hatte der Park, wie an den Halloween Nights, bis 22 Uhr, jedoch liefen die Fahrgeschäfte nur bis 20:30 Uhr. Colossos, Desert Race, Mountain Rafting und das Maya Tal stellten den Betrieb bereits um 17 Uhr ein. Ebenfalls gab es die Hexenhölle, ein Maze wie es auch zu Halloween Nights gibt, welche im oberen Teil des Bobbahn-Gebäudes ihren Platz fand. Ein Fackelumzug marschierte abends von Big Loop (die am 30. April 30 Jahre alt wurde) bis zum kleinen Soltau-See. Dort wurde dann symbolisch eine Hexe auf dem Scheiterhaufen verbrannt. Abschließend gab es ein kleines Feuerwerk.
2013 fand außerdem am 22. Juni die erste Mittsommernacht statt. Der Park hatte von 10 Uhr bis 22 Uhr geöffnet.
Am 28. April 2018 fand das erste Mal „Zombie Escape“, eine Mischung aus Escape Game und Walk-Through-Maze, im geschlossenen Parkteil statt. Die Gäste müssen in der Attraktion an mehreren Stationen ein Codewort suchen, während sie von Zombies gejagt werden. Die Attraktion wurde von der Boo-Crew gebaut, welche sie auch bespielt.

## Übernachtungsmöglichkeiten

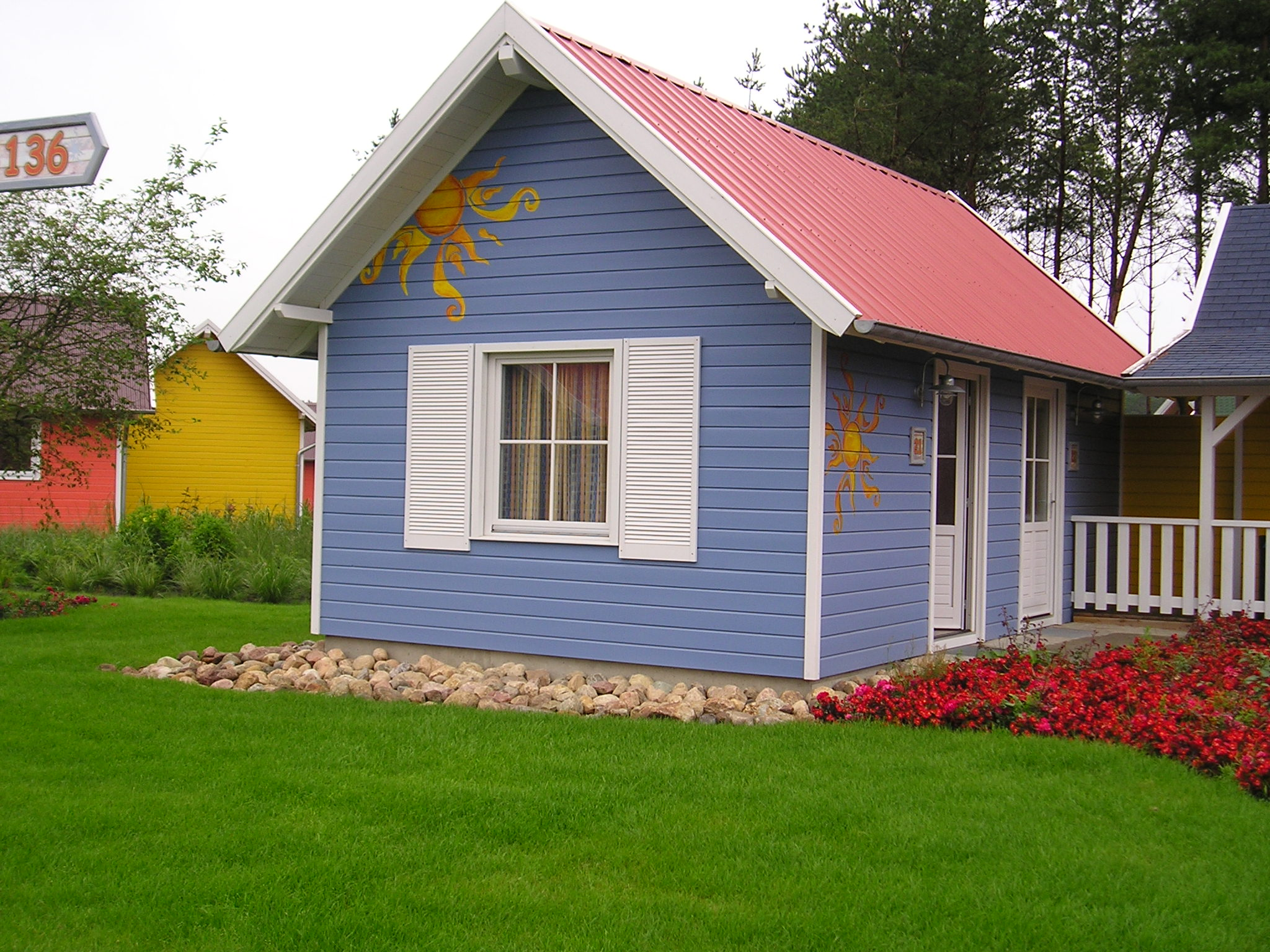
Ein Holzhäuschen im Holiday Camp

### Holiday/Bulli Camp
Holiday Camp ist der Name der parkeigenen Ferienhausanlage, die Anfang Mai 2005 eröffnet wurde, um die Besucher auch mehrtägig an den Park zu binden. Der Bau einer Übernachtungsmöglichkeit wird oft als erster Schritt zur Entstehung eines Ferienresorts angesehen.
Das Holiday Camp selbst besteht durch eine Erweiterung seit April 2006 aus insgesamt 81 Holzhäusern im karibischen Stil mit 536 Betten, verteilt auf 158 Wohneinheiten. Neben sportlichen Aktivitäten, die im Camp angeboten werden (Beachvolleyball, Kinderspielplatz, Quad-Verleih), bietet das Holiday-Camp auch die Möglichkeit eines abendlichen Grillens.
Im Juli 2014 wurden sieben VW-T2-Kleinbusse zu kleinen Apartments im kalifornischen Surfer-Look umgebaut (Bulli Camp).

### Heide Park Abenteuerhotel
Zur Saison 2015 wurde das Hotel Port Royal in das Heide Park Abenteuerhotel umgebaut. Der Architekt Stefan Rimpf baute das Gebäude 2006. Nach eigenen Angaben investierte das Heide Park Resort 20 Millionen Euro in das 680 Betten große 4-Sterne-Hotel, bei welchem es sich laut Thematisierung um die Villa des Abenteurers Lord Alexander Explorus handelt.

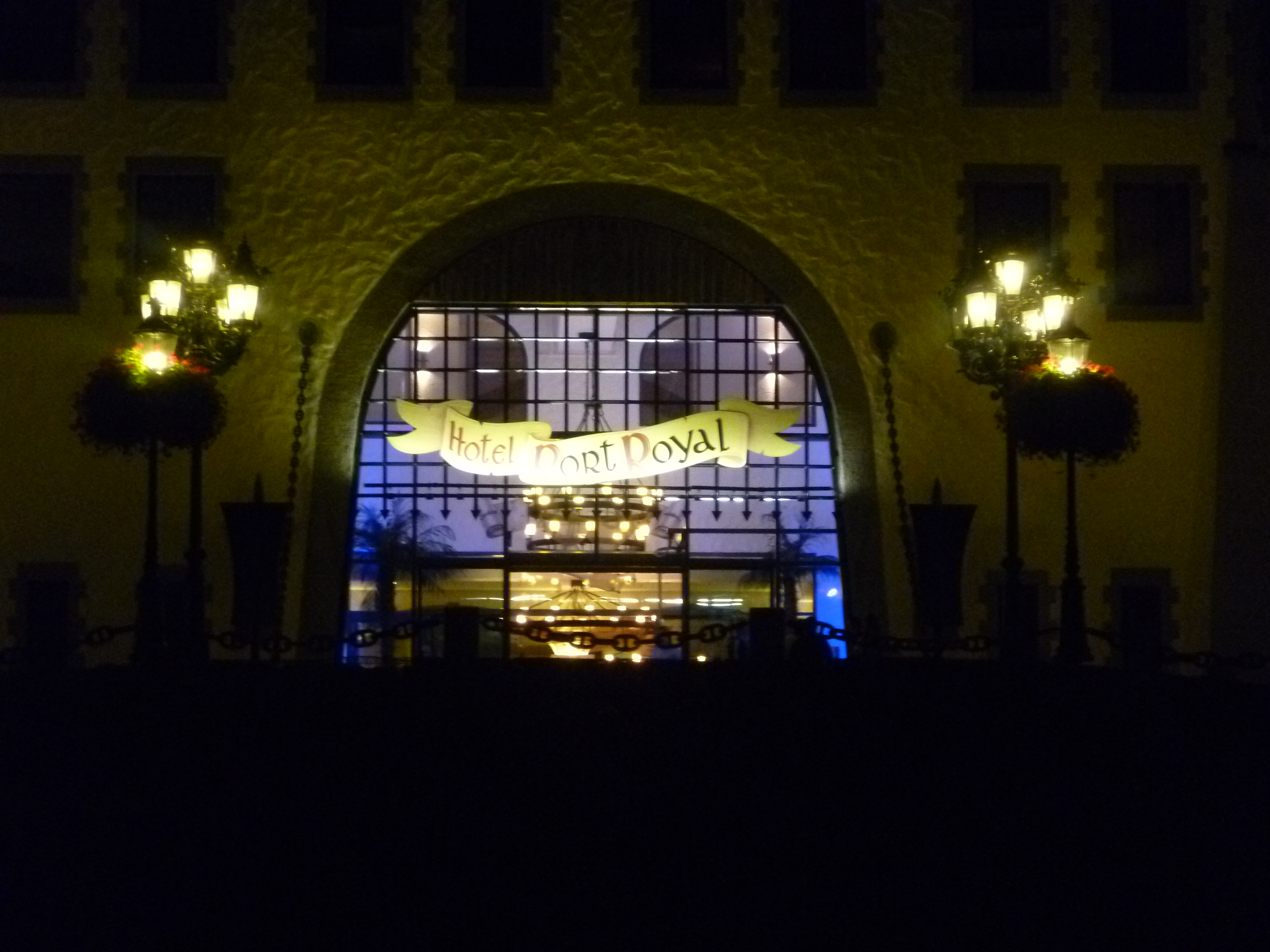
Eingang des 4-Sterne-Hotels

Das Hotel fasst 150 Familien- und 16 Komfortzimmer, die, je nach Thematisierung, als magische Kajüte, Piratenzimmer bzw. Kapitänskajüte (36 m²), Western-Zimmer, Dämonen-Zimmer oder Ghostbusters-Suite bezeichnet werden. Seit der Saison 2018 stehen passend zum neuen Themenbereich „Peppa Pig Land“ fünf ehemalige Piratenzimmer dem Thema von Peppa Pig entsprechend umgestaltete Zimmer zur Verfügung.
Außerdem gab es im Hotel ein À-la-carte-Restaurant und es gibt ein Buffet-Restaurant – Bulls and Bandits und La Tortuga – sowie die Bar Captain Hook und ein Showprogramm für Kinder und Erwachsene. Seit der Saison 2017 gibt es im Abenteuerhotel keine eigenen Shows mehr. Die Rosi von der Piratenshow singt auf der Bühne während die Kinder mit einem Piraten auf Schatzsuche gehen. Bulls and Bandits sowie die Bar Captain Hook wurden 2017 ersatzlos geschlossen.
Im Jahr 2015 öffnete aufgrund vielfachen Wunsches Sultan’s Spaßbad. Die Bauarbeiten dazu haben Mitte 2014 begonnen. Hierfür wurden die Fassaden des holländischen Stadtteils vor dem Hotel abgerissen.

## Verkehrsanbindung
Der Themenpark liegt in unmittelbarer Nähe zur A7 und der Anschlussstelle Soltau-Ost. Die zwei großen Parkplätze bieten Platz für ca. 8.000 Autos und 300 Busse.
Auch mit der Bahn ist die Anreise möglich. Die Haltestelle Wolterdingen an der Heidebahn liegt etwa zwei Kilometer vom Park entfernt. Vom Bahnhof Soltau (Han) fahren mehrmals täglich Linienbusse. Direkte Busverbindungen gibt es täglich aus Hamburg, Hannover und Lüneburg; im Jahre 2009 auch von Celle.

## Auftritte in Medien
- Im Jahr 1999 wurde ein virtueller Nachbau des Parks im Computerspiel RollerCoaster Tycoon verwendet.
- Der Heide Park Resort ist zentraler Bestandteil der Folge Kinderparadies in der Serie Die Rettungsflieger.

## Heidenhof-Kapelle
Auf dem Gelände des Heide Parks befindet sich die Heidenhof-Kapelle. Sie wurde 1350 als Messe- und Betkapelle aus Eichenholz errichtet. Später wurde sie in einen zweigeschossigen Mühlenspeicher umgewandelt, 1951 wurde sie schließlich wieder in ihren ursprünglichen Zustand zurückversetzt. Seit 2007 trägt sie den Titel Offener Raum der Stille. Heute bietet der Park gemeinsam mit dem Kirchenkreis Soltau gelegentlich Kurzandachten und seelsorgerische Gespräche an. Eine Gebetsstation und ein Gästebuch wurden installiert. Zudem ist es möglich, in der Heidenhof-Kapelle zu heiraten.